# Conciergerie de Paris
La Conciergerie est un ancien palais de justice et prison de Paris, en France, situé à l'ouest de l'île de la Cité, sous le Palais de Justice. Elle faisait à l'origine partie de l'ancien palais royal, le palais de la Cité, qui comprenait également la Sainte-Chapelle. Deux grandes salles médiévales subsistent du palais royal. Pendant la Révolution française, 2 780 prisonniers dont Marie-Antoinette sont incarcérés, jugés et condamnés à la Conciergerie, puis envoyés sur différents sites pour être exécutés par la guillotine. C'est maintenant un monument du centre des monuments nationaux.

## Époque gallo-romaine et Ancien Régime
Aux Ier – IIIe siècles de notre ère, l'île de la Cité fait partie de la cité gallo-romaine de Lutèce, sur l'autre rive de la Seine. L'île était entourée d'un mur et une forteresse du gouverneur romain a été construite à l'extrémité ouest de l'île. Le roi mérovingien Clovis y installa sa capitale, à l'emplacement de la forteresse romaine.
Les monarques carolingiens déplacent leur capitale hors de la ville, mais à la fin du Xe siècle, sous Hugues Capet, Paris devient la capitale du royaume des Francs. Il fait construire une nouvelle grande demeure fortifiée, le Palais de la Cité, sur le même site.

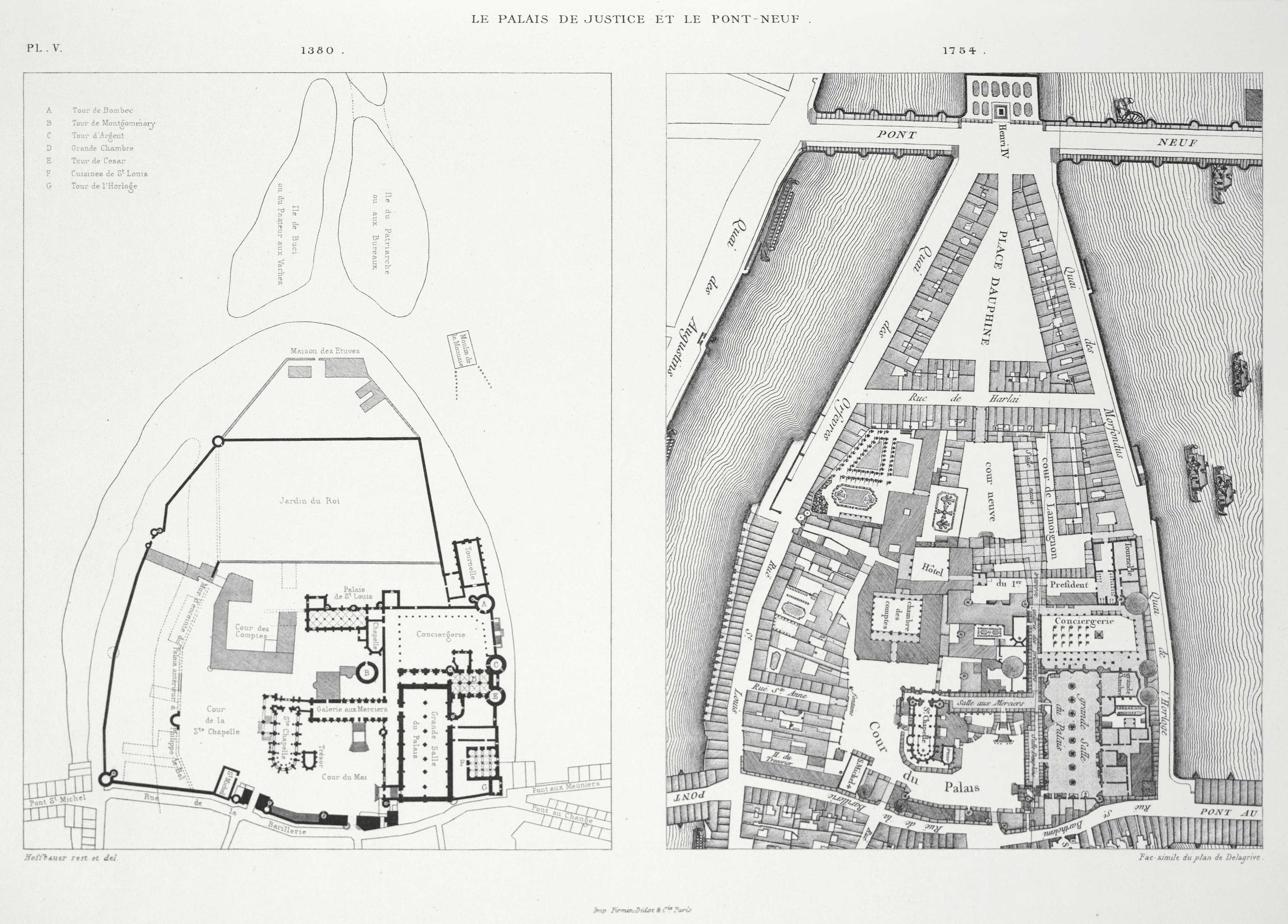
Plan du Palais et de la Conciergerie en 1380 et 1754.
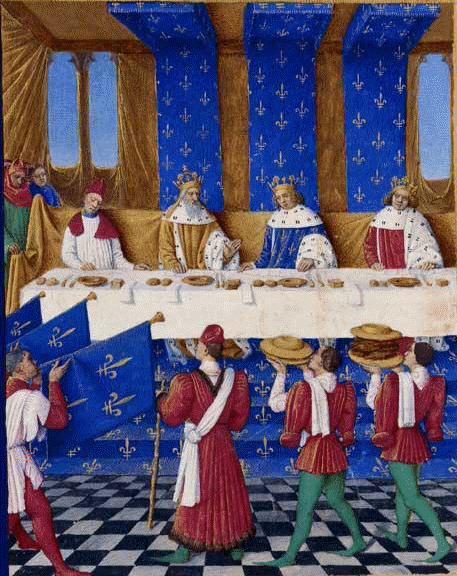
Un banquet organisé par Charles V de France en l'honneur de l'empereur Charles IV de Luxembourg dans la Grande Salle (1378).
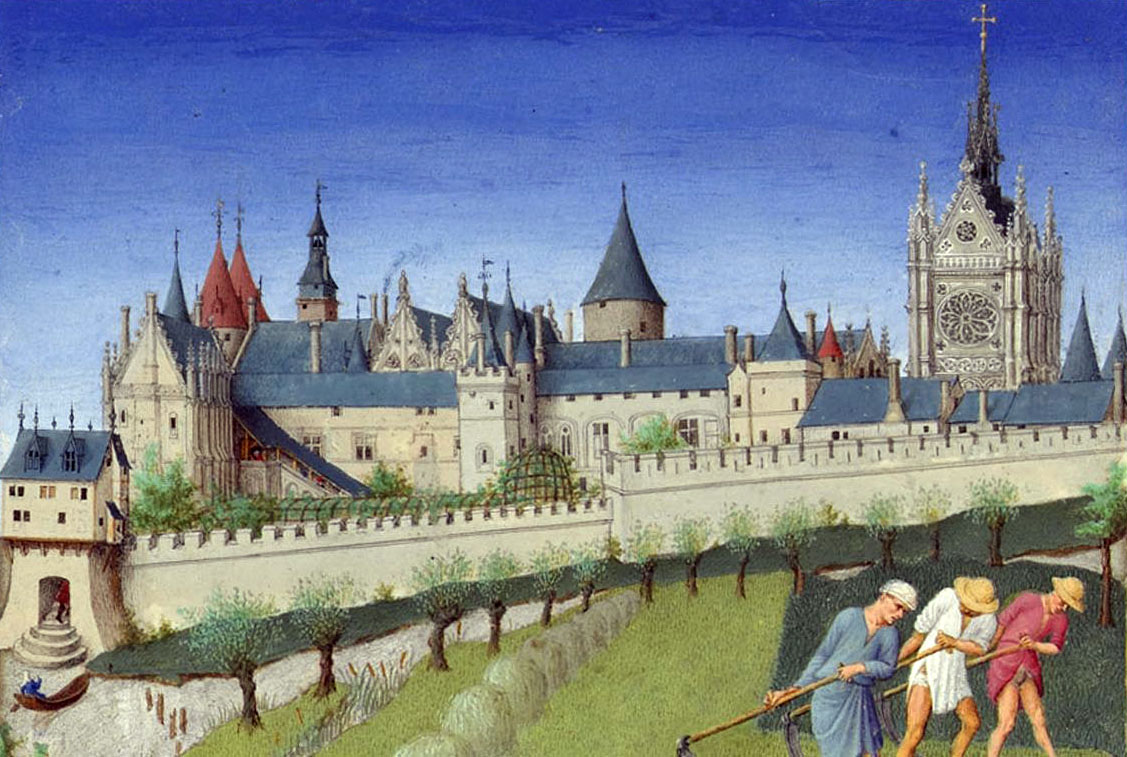
Palais de la Cité dans Les Très Riches Heures du duc de Berry (1412-1416). Conciergerie à l'arrière gauche.

Du XIe au XIVe siècle, le palais fut agrandi et embelli, et gagna en importance dans l'administration du Royaume. Avant son départ pour les croisades, Philippe II a délégué son autorité légale à la Curia Regis, qui avait des assemblées régulières, appelées Parlements, dans la salle du roi, pour rendre la justice.
Après avoir déplacé les archives royales dans le bâtiment lui donnant encore plus d'importance, il a nommé un concierge, ou gardien, pour superviser l'administration du palais, qui a donné son nom au bâtiment.
Philippe II réalise la façade à tourelle côté Seine et la grande salle. La grande salle, avec ses deux nefs côte à côte, servait aux cérémonies royales et aux séances judiciaires.
Un morceau de la table est maintenant affiché sur le mur de la salle inférieure. La salle était également décorée de statues en bois polychrome des rois de France. Les Grandes Chroniques de France de Jean de Jandun décrivent « un nouveau palais, une œuvre merveilleuse et coûteuse, la plus belle que la France ait jamais vue ». Les seules parties survivantes de la grande salle sont la salle des hommes d'armes et la salle des gardes en dessous.
Sous Charles V (1364-1380), le rôle du bâtiment change une nouvelle fois et le concierge de l'ancien palais a reçu une plus grande autorité. Des cellules de prison ont été progressivement ajoutées aux parties inférieures du bâtiment, et il est devenu connu sous le nom de « Conciergerie ». Ses prisonniers étaient un mélange de criminels de droit commun et de prisonniers politiques. Comme dans d'autres prisons de l'époque, le traitement des détenus dépendait de leur richesse, de leur statut et de leurs fréquentations. Les prisonniers riches ou influents avaient généralement leurs propres cellules avec un lit, un bureau et du matériel pour lire et écrire. Les prisonniers moins aisés pouvaient se permettre de payer des cellules simplement meublées appelées pistoles, qui seraient équipées d'un lit grossier et peut-être d'une table. Les plus pauvres seraient confinés dans des cellules sombres, humides et infestées de vermine appelées oubliettes. Conformément à leur nom, ils ont été laissés vivre ou mourir dans des conditions idéales pour la peste et d'autres maladies infectieuses, qui sévissaient dans les conditions insalubres de la prison.

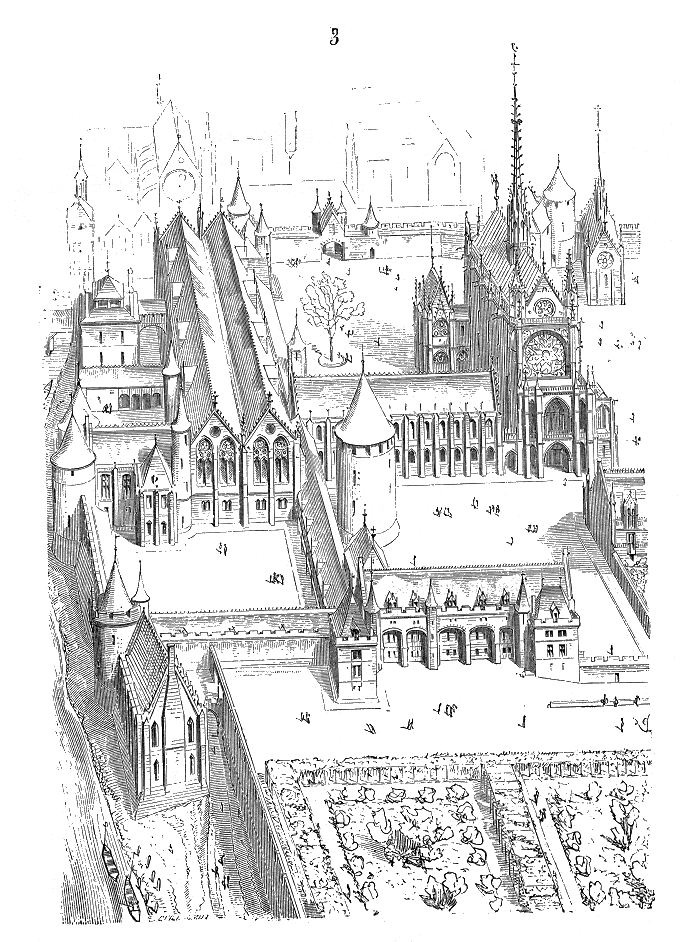
Conciergier (en haut à gauche) au XVIe siècle, dessiné par Eugène Viollet-le-Duc.
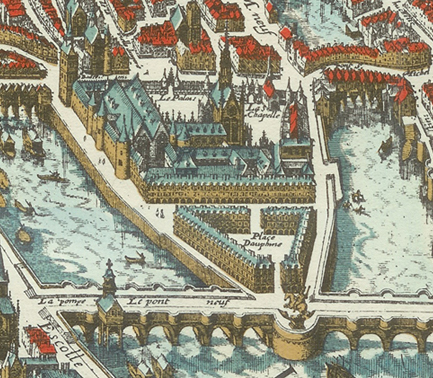
Palais de la Cité en 1615.
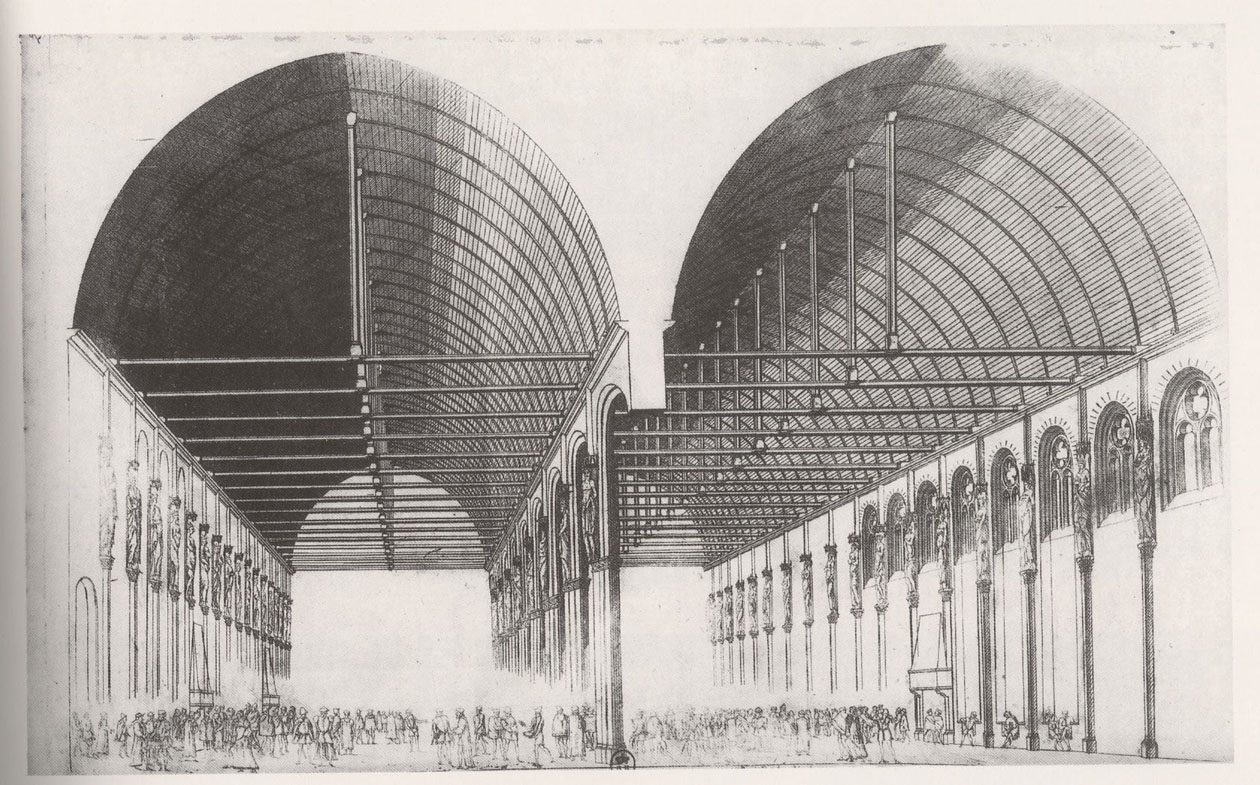
Grande salle du Palais de la Cité (1560 - détruit au XVIIe siècle).
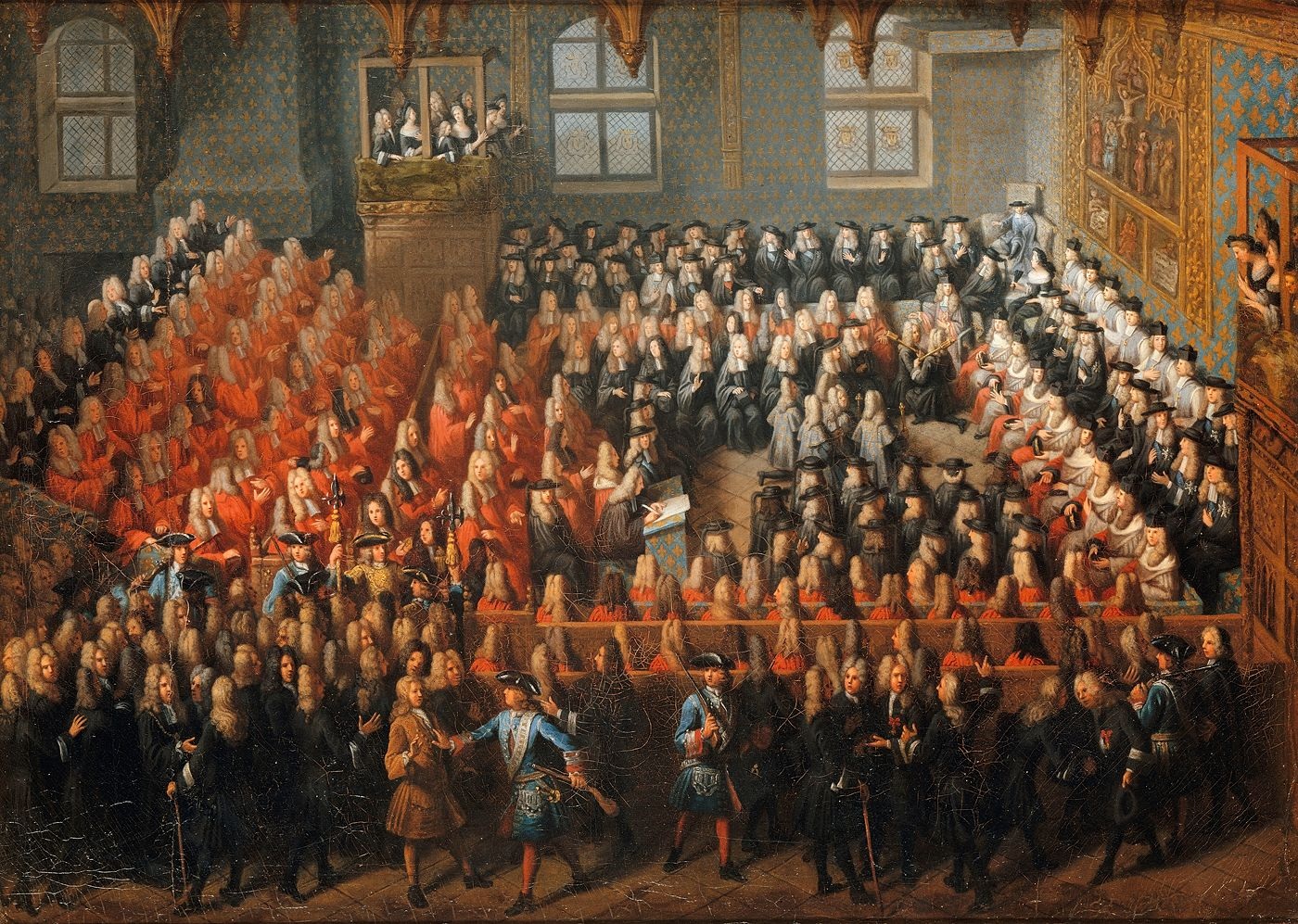
Réunion du Parlement de Paris dans la Grande Chambre (1715).

Sans le roi comme résident permanent, les bâtiments ont subi de nombreux changements pour s'adapter à son rôle judiciaire et pénitentiaire.
Louis XII fait reconstruire la Chambre des Comptes et redécorer la Grande Chambre, utilisée par le Parlement de Paris. Entre 1689 et 1690, une crue de la Seine causa d'importants dégâts au bâtiment inférieur, tandis qu'un incendie en 1737 détruisit la Chambre des Comptes. Il a été reconstruit par Jacques Gabriel. Un autre incendie à l'intérieur du palais en 1776 causa des dégâts encore plus importants, atteignant la chambre du roi, la galerie des marchands et la tour principale. La reconstruction à la suite de l'incendie de 1776 a ajouté de nouvelles cellules au rez-de-chaussée de la Conciergerie et remplacé l'oratoire du XIIe siècle par la chapelle actuelle.

## La Conciergerie et le règne de la Terreur

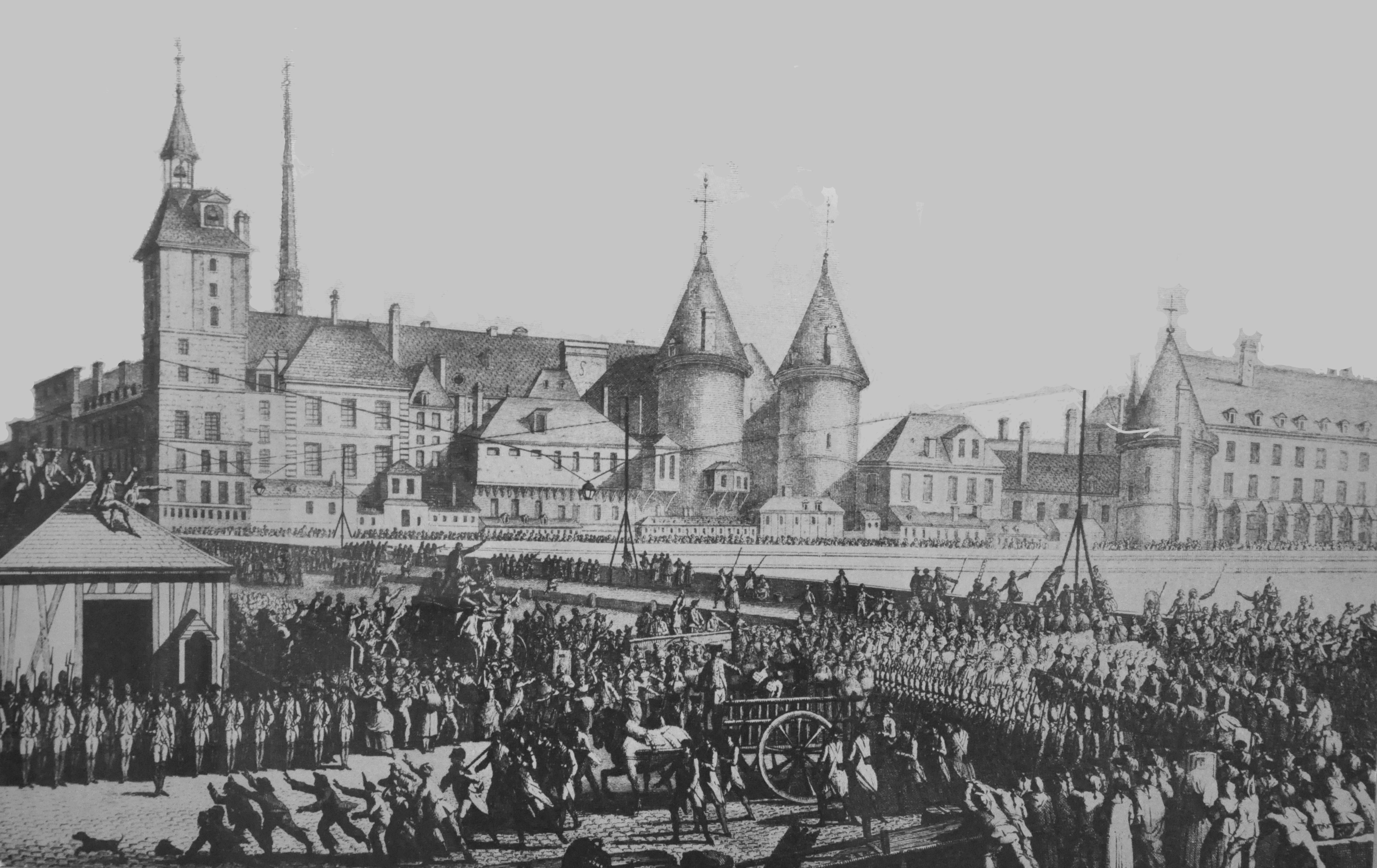
Conciergerie en 1790.
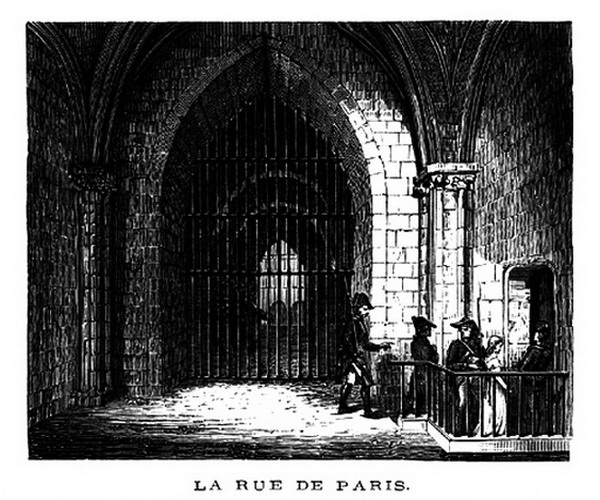
Passage « rue de Paris » dans la prison pendant la Révolution.
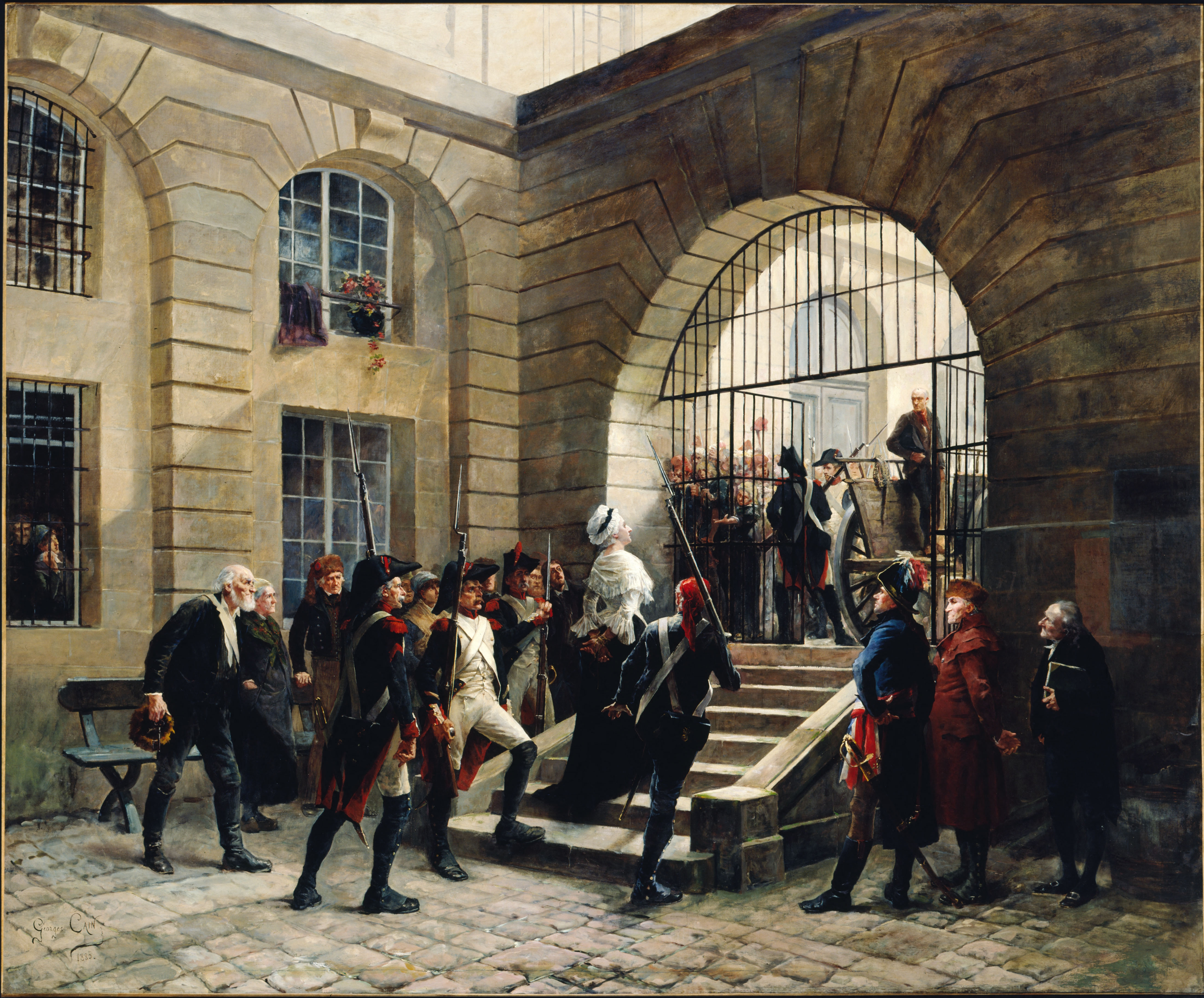
Marie-Antoinette quitte la Conciergerie en route vers son exécution.

Le Palais de la Cité et la Conciergerie ont joué un rôle central dans la Révolution française.
La première Commune de Paris et les Sans Culottes s'emparent du Palais des Tuileries le 10 août 1792 et prennent en charge le gouvernement et la Conciergerie. Lors des massacres de Septembre, les militants pénètrent dans les prisons de la ville et tuent en quatre jours plus de 1 300 prisonniers, dont des prêtres et d'autres personnes soupçonnées d'appartenir à la classe supérieure ou hostiles à la révolution. Les victimes comprenaient un grand groupe exécuté dans la cour des femmes de la Conciergerie les 2 et 3 septembre 1792 .
Le Tribunal révolutionnaire est créé le 10 mars 1793 par les montagnards face à l'opposition des Girondins plus modérés. Le Tribunal s'est réuni dans la Grande Salle du Palais, à l'étage supérieur entre les tours d'Argent et César. Il a été rebaptisé « salle de la Liberté ». Antoine Quentin Fouquier-Tinville, un Montagnard, est nommé procureur de la République, et installe son bureau et sa résidence à côté de la Chambre. En septembre 1793, la Terreur s'intensifie. La Convention nationale, contrôlée par les Montagnards, édicte la loi des suspects le 17 septembre 1793. Cet acte déclarait que quiconque considéré comme contre-révolutionnaire ou ennemi de la république était coupable de trahison et donc condamné à mort. Le Tribunal était composé de cinq juges et de douze jurés sélectionnés. Les procès étaient publics et rapides, et attiraient de grandes foules. Les verdicts ne pouvaient pas faire l'objet d'un appel. Le nombre d'exécutions mensuelles est passé de onze par mois avant la loi sur les suspects à cent vingt-quatre par mois.
La reine Marie-Antoinette est détenue à la prison du Temple avec sa famille puis le roi fut jugé entre le 3 et le 26 décembre 1792 et exécuté le 21 janvier 1793. La reine est transférée du Temple à la Conciergerie dans la nuit du 1er au 2 août 1793. Elle a été enfermée dans une cellule à un lit au rez-de-chaussée donnant sur la cour des femmes. Elle n'avait pas d'instruments d'écriture et était continuellement surveillée par deux gendarmes. Après la découverte de plusieurs complots infructueux pour la libérer, elle a été transférée dans une autre cellule et y a été détenue pendant quarante-quatre jours. Elle a été interrogée dans sa cellule le 12 octobre et accusée de trois crimes : collusion avec l'Autriche, dépenses excessives et opposition à la Révolution. Une autre accusation, avoir des relations incestueuses avec son fils, a été ajoutée au cours du procès. Son procès a commencé le 14 octobre 1793, dans l'ancienne Grande Salle du Palais. Elle avait deux avocats commis d'office, mais ils n'ont eu droit qu'à moins d'une journée pour préparer leur dossier. Le procès a duré deux jours, au cours desquels quarante et un témoins ont déposé. Le procès s'est terminé le 16 octobre 1793 ; elle a été, comme prévu, condamnée à mort et emmenée dans une charrette plus tard dans la journée à la guillotine, installée place de la Révolution, aujourd'hui place de la Concorde.
Au cours de la période 1793-1794, au plus fort de la Terreur, la prison accueille quelque six cents prisonniers. La plupart des prisonniers ont été transférés à la Conciergerie depuis d'autres prisons et n'ont passé que quelques jours avant leur procès et leur condamnation, ou tout au plus quelques semaines. Les prisonniers politiques et criminels étaient mélangés. Les prisonniers les plus pauvres étaient confinés dans des cellules collectives au niveau le plus bas, avec des sols recouverts de paille.
Un petit nombre de prisonniers plus riches ont pu soudoyer des gardiens pour avoir des cellules avec deux lits pliants. Ces prisonniers pouvaient envoyer et recevoir du courrier, faire laver leurs vêtements et parfois recevoir des visiteurs. Cependant, ces privilèges ont cessé lorsque la prison est devenue plus encombrée et que la Terreur a atteint son apogée.
Au printemps 1794, le tribunal commence à juger les chefs révolutionnaires modérés, dont Danton et Camille Desmoulins. En mai, ils jugent et condamnent Madame Elisabeth, sœur de Louis XVI, « pour appartenance à la Famille du Tyran ». Le 10 juin 1794, la procédure judiciaire est modifiée pour permettre des procès plus rapides ; les témoins n'étaient plus nécessaires et la définition de suspect a été élargie. Fin juin, trente-huit personnes en moyenne par jour étaient jugées, condamnées et envoyées à la guillotine. Entre 1793 et 1795, les deux tiers des prisonniers jugés sont condamnés à mort. Au plus fort du règne de la Terreur, quatre prisonniers sur cinq ont été condamnés à mort ,.
Fin juillet 1794, les révolutionnaires les plus modérés, craignant pour leur propre sécurité, se retournent contre Robespierre et les autres dirigeants radicaux. Le 27 juillet, une majorité de la Convention vote l'arrestation de Robespierre. Ce dernier tente de se suicider, mais se blesse seulement et est emmené à la Conciergerie où on lui a donné l'ancienne cellule de Marie-Antoinette [réf. nécessaire]. Le 28 juillet, il est condamné à mort par le Tribunal et guillotiné sur la place de la Révolution.
En août, le chef du tribunal, Fouquier-Tinville, est arrêté et jugé. Il soutenait que « l'exécution des lois, la justice et l'humanité ont toujours été mes seules règles de conduite », mais il fut enfermé pendant neuf mois à la Conciergerie, et passa à la guillotine seulement le 7 mai 1795. Le tribunal fut aboli le 31 mai 1795. En sept cent quatre-vingts jours, le tribunal avait condamné et exécuté 2 780 prisonniers.
La première période révolutionnaire a continué la tradition de la prison d'interner les prisonniers en fonction de la richesse, de sorte que les prisonniers les plus riches pouvaient louer un lit pour 27 livres 12 sous pour le premier mois, 22 livres 10 sous pour les mois suivants. Même lorsque le prix fut abaissé à 15 livres, les commandants de la prison firent fortune ; à mesure que la Terreur s'intensifiait, un prisonnier pouvait payer un lit et être exécuté quelques jours plus tard, libérant le lit pour un nouveau détenu qui paierait alors également. La plupart des cellules étaient infestées de rats et la puanteur de l'urine imprégnait toutes les pièces. Alors que la Terreur atteignait son apogée, les privilèges spéciaux pour les riches prisonniers ont été largement réduits et ont cessé.
Les prisonniers, à l'exception de ceux enfermés dans les cachots, étaient autorisés à se promener dans la galerie des prisonniers de 8 heures du matin à une heure avant le coucher du soleil.
Chaque soir, les prisonniers se réunissaient dans la cour de la tour Bonbec pour entendre la lecture de la liste des prisonniers qui seraient jugés le lendemain. Une fois les prisonniers jugés et condamnés, ils sont conduits à la salle de la Toilette, où leurs effets personnels sont confisqués. Ils ont été placés sur des charrettes dans la cour de Mai et emmenés à des guillotines sur des sites à travers Paris. De nombreuses personnalités ont séjourné à la Conciergerie, comme le poète André Chénier, Charlotte Corday, Madame Élisabeth, Madame du Barry, et les 21 Girondins, un groupe de députés modérés, arrêtés et exécutés au début du règne de la Terreur.

## DuXIXesiècleà nos jours

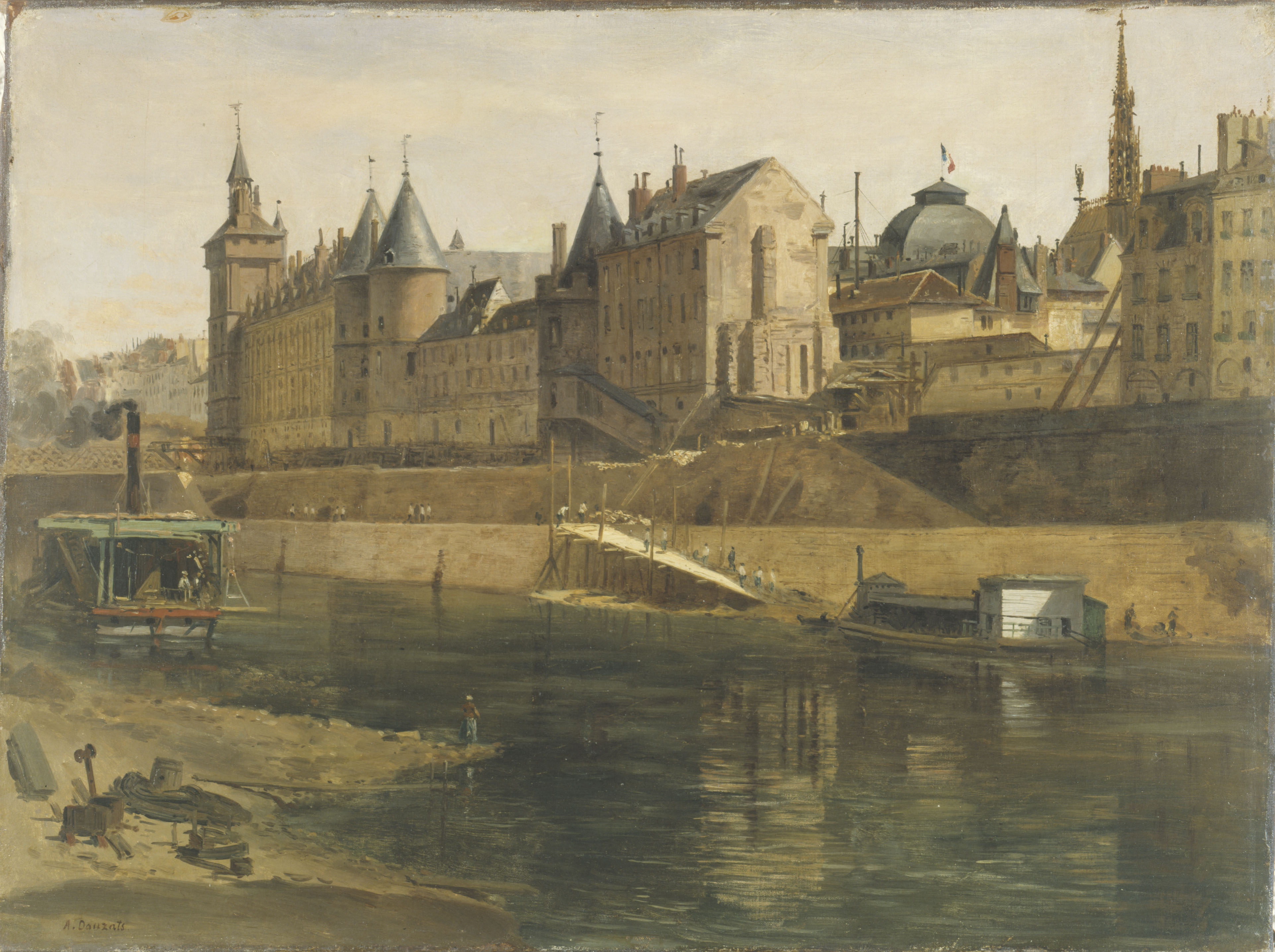
Conciergerie en reconstruction - 1857-58 (musée Carnavalet).
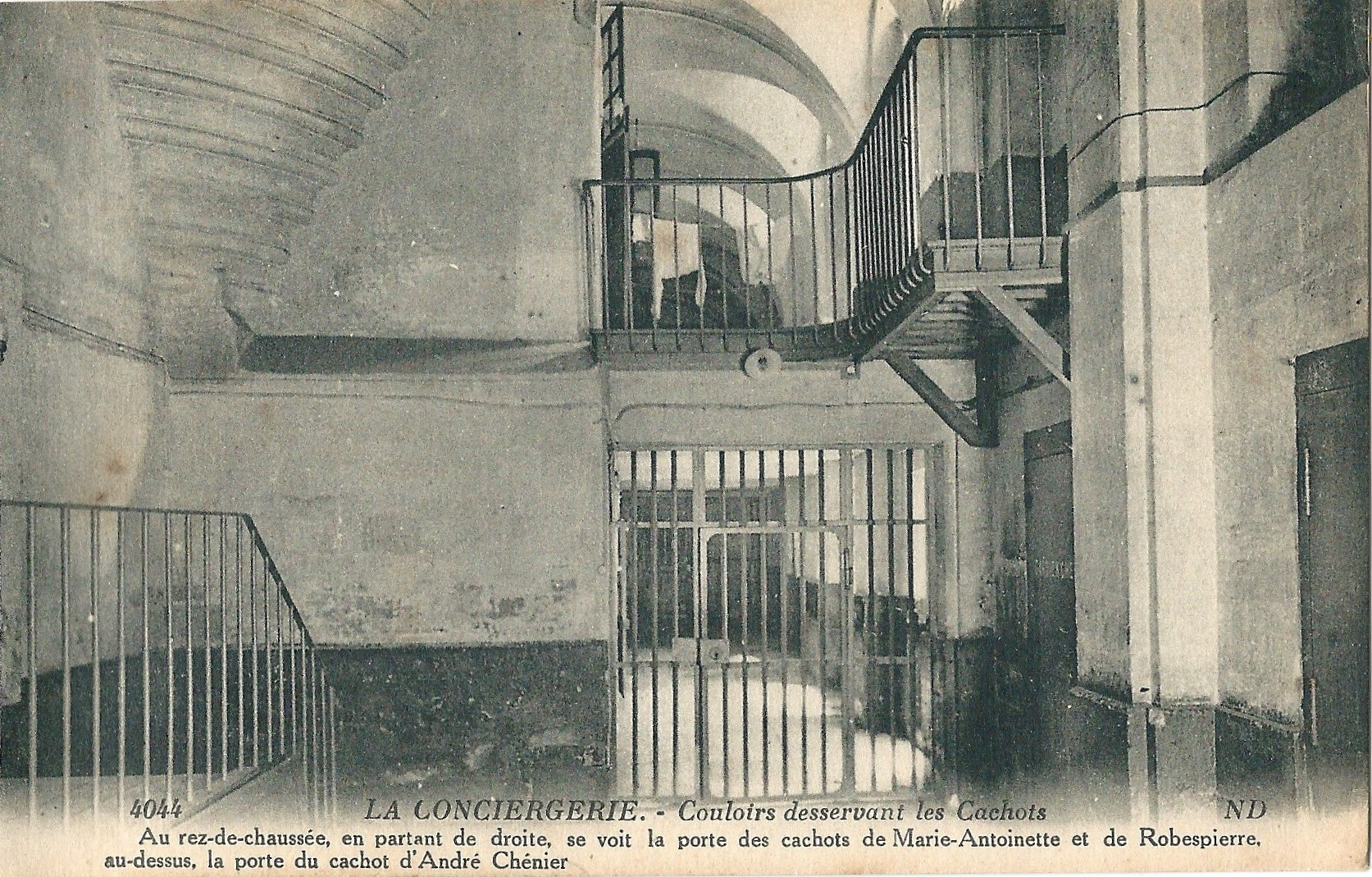
Intérieur de la Conciergerie en 1936.

Après la Restauration des Bourbons en 1814, la Conciergerie retrouve son rôle de palais de justice et de prison. Parmi ses prisonniers figuraient le maréchal Ney, l'un des généraux de Napoléon, qui y fut condamné pour avoir rompu un serment au roi Louis XVIII et rejoint l'armée de Napoléon à Waterloo ; Georges Cadoudal, chef de file de l'insurrection royaliste de la Chouannerie bretonne, et l'anarchiste Ravachol. Parmi les prisonniers ultérieurs figure le futur Napoléon III, qui y fut jugé en 1840 après une tentative avortée de prise de pouvoir, et condamné à la prison à perpétuité à la prison de Ham, dont il s'évada.
À partir de 1812, le palais et des parties de la Conciergerie sont restaurés et reconstruits par l'architecte Antoine-Marie Peyre. Ses ajouts comprenaient la chapelle commémorative de Marie-Antoinette dans la Conciergerie. En 1847, les travaux ont commencé dans le Palais de justice qui continue de s'agrandir, avec une nouvelle Cour de juridiction sommaire placée entre la tour d'argent et la tour Bombec. En 1862, la Conciergerie obtient le statut de monument historique, bien qu'elle continue à être utilisée comme prison. Entre 1847 et 1871, les architectes Joseph-Louis Duc et Étienne-Théodore Dommey construisent une nouvelle façade pour le ministère de la Justice, face au boulevard du Palais ; construit un nouveau bâtiment pour la police correctionnelle ; reconstruit l'historique salle des Pas-Perdus et restauré la tour de l'Horloge, et construit un nouveau bâtiment à côté de la Conciergerie pour la Cour de Cassation. Parallèlement, ils entreprennent de restaurer les salles médiévales de la Conciergerie et, en 1870, surélèvent la tour de l'horloge. Leur travail est interrompu par le soulèvement de la Commune de Paris en 1871. Dans les derniers jours de la Commune, les Communards mettent le feu au nouveau Palais de Justice, endommageant gravement les intérieurs. La restauration et la reconstruction ont duré encore vingt ans. Le Palais est finalement achevé avec les finitions du Tribunal correctionnel entre 1904 et 1914. Certaines sections de la Conciergerie ont été ouvertes aux visites touristiques en 1914. La prison a continué à fonctionner jusqu'en 1934, date à laquelle elle a été définitivement fermée.

## La description

### Les tours et façades

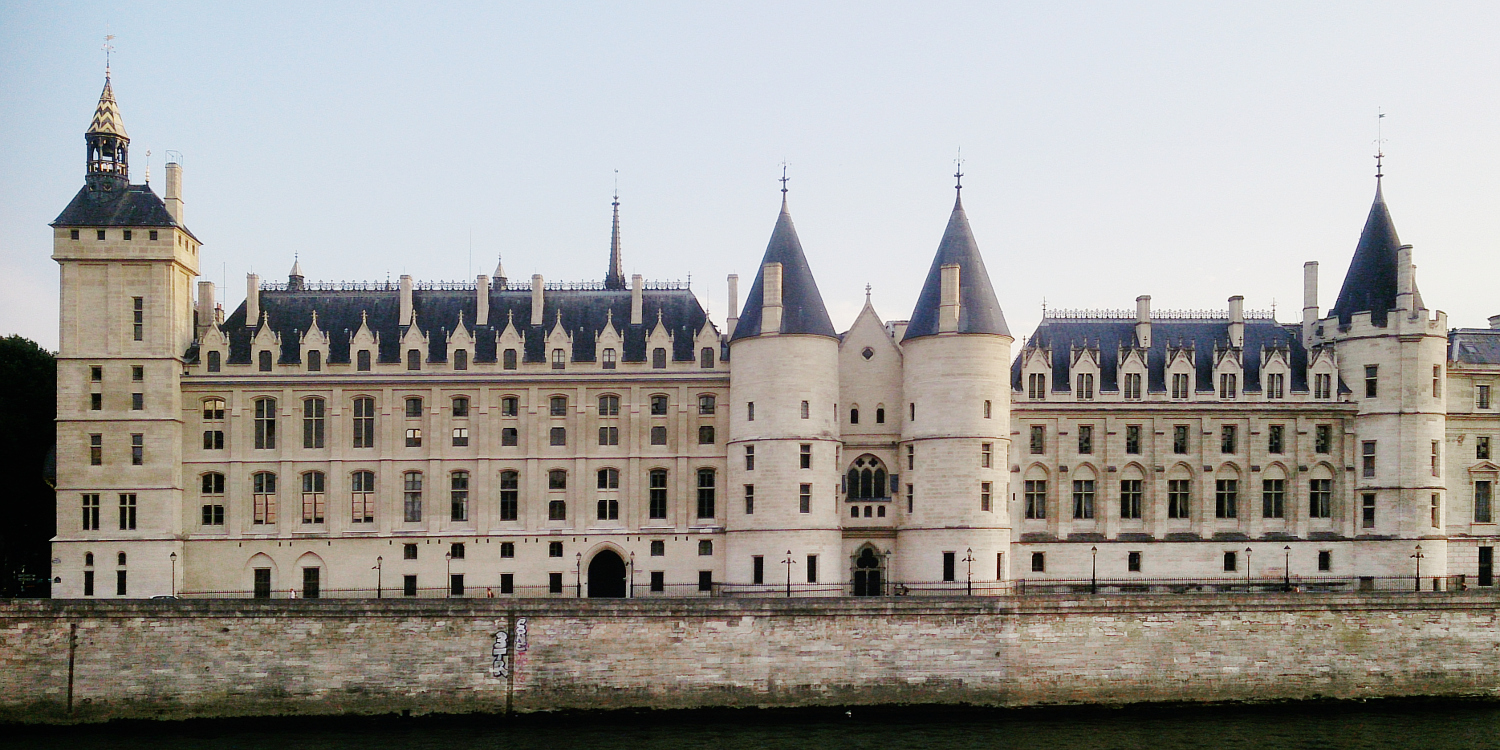
Façade nord de la Conciergerie : Horloge (à gauche) ; tours César et d'Argent (au centre) ; tour Bonbec (à droite).
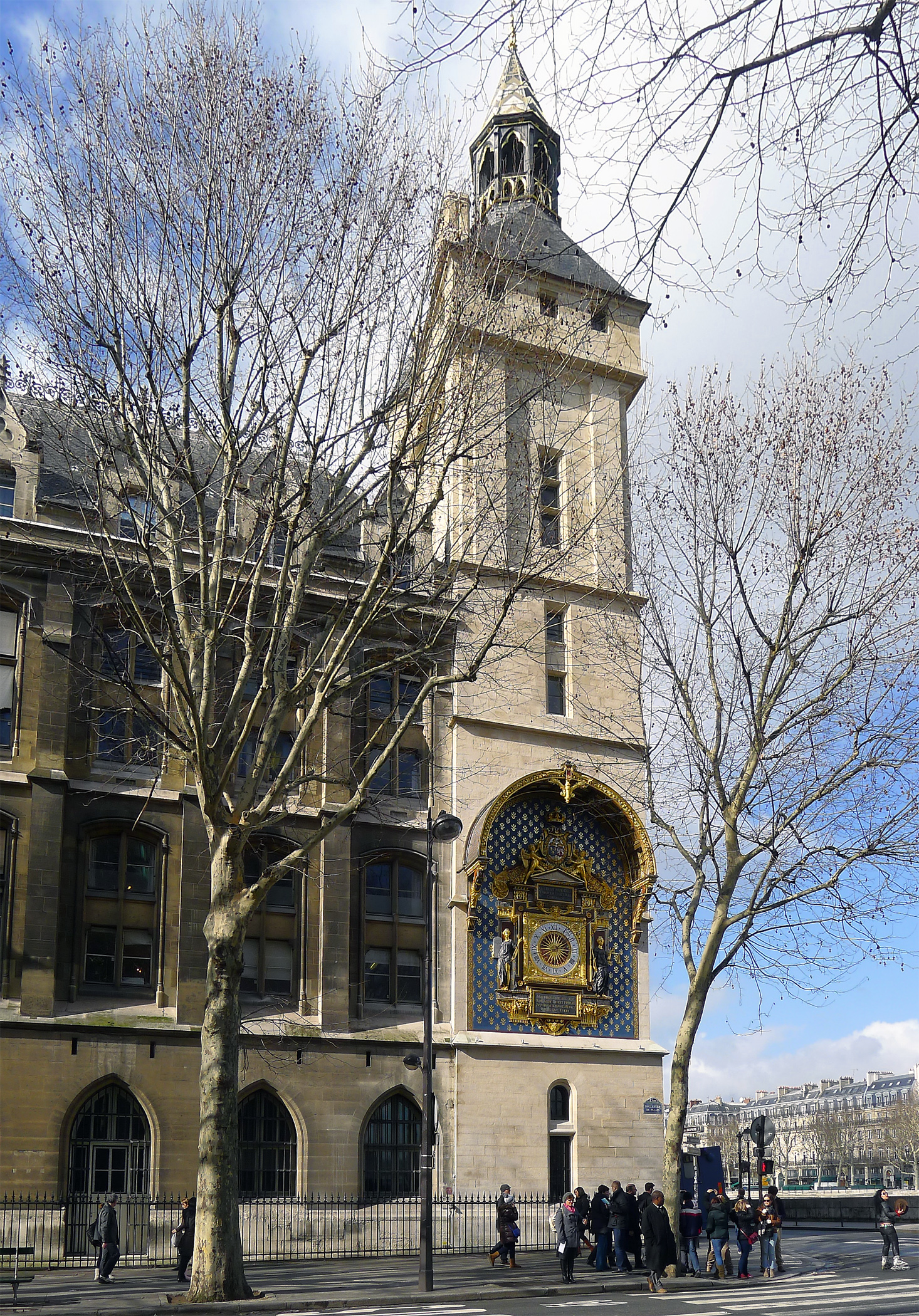
La tour de l'Horloge (XIVe et XVIe siècles).
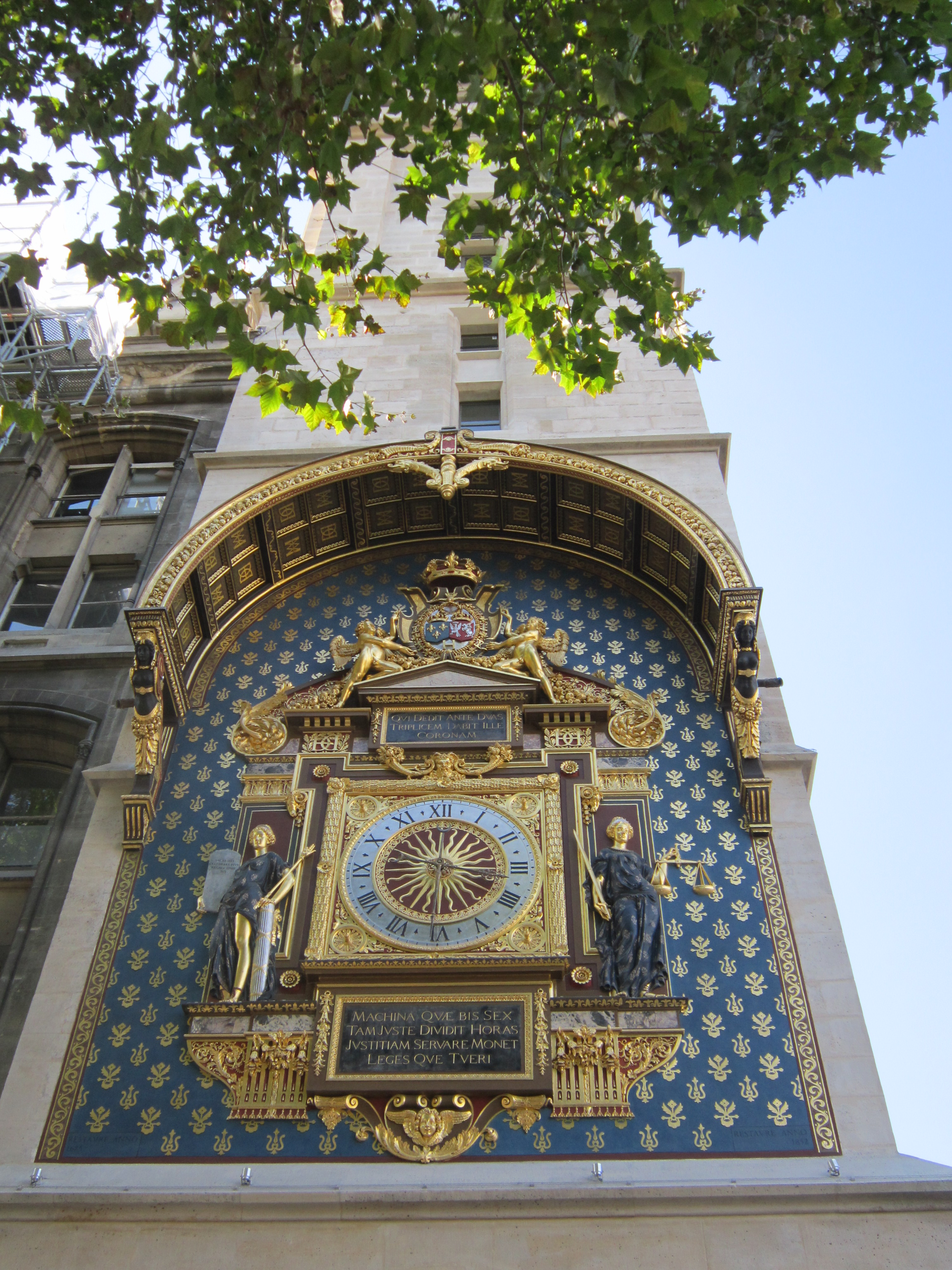
L'horloge de la tour de l'Horloge (XIVe siècle).

Les quatre tours médiévales de la façade nord, le long du quai de l'Horloge entre la Cour de cassation et le boulevard du Palais, sont les vestiges extérieurs les plus saillants de la Conciergerie.
La tour Bonbec est une tour circulaire à mâchicoulis et à toiture conique en ardoise située à l'extrémité ouest de la Conciergerie, à côté de la Cour de Cassation. C'est la plus ancienne des tours, construite au XIIIe siècle sous Louis IX. Elle était à l'origine d'un niveau plus courte que les autres tours, mais au XIXe siècle, sous Napoléon III, elle a été élevée à sa hauteur et sa forme actuelles. Le nom de la tour vient de « Bon Bec », un mot d'argot pour un « Bon parleur ». Il fait référence à la chambre de torture qui, pendant le règne de la terreur, était située dans cette tour.
La porte au nord est flanquée de deux tours circulaires aux toits coniques, mais sans créneaux. La tour César, sur la gauche face au bâtiment, est nommée en l'honneur des empereurs romains, en particulier Jules César qui a visité l'île pendant la guerre des Gaules pour rencontrer les chefs des tribus gauloises, et les derniers empereurs et gouverneurs romains qui ont vécu sur l'île.  Les deux tours ont été construites au début du XIVe siècle par Philippe IV. La tour d'argent à droite servait à entreposer une partie du trésor royal. Après le déménagement de la cour à Versailles, les parties hautes des deux tours furent rattachées à la Grande Chambre du Parlement, et servaient à entreposer les registres civil et criminel du Royaume. En 1793-1794, au plus fort de la Terreur, le procureur en chef du Tribunal révolutionnaire, Antoine Fouquier-Tinville, avait ses bureaux dans les deux tours, à proximité de la salle d'audience du Tribunal.
La tour la plus récente est la tour de l'Horloge, à l'angle du boulevard du Palais et du quai de l'Horloge. Elle fut achevée par Jean II de France, en 1350. C'est la plus haute tour de la Conciergerie, haute de cinq niveaux, avec des créneaux et une tour lanterne au sommet ; elle servait à la fois de tour de guet et de tour d'horloge. Installée sous le règne de Charles VI de France, et a été la première horloge publique à Paris.
En 1585, le roi Henri III de France embellit l'horloge d'un nouveau cadran, serti sur un fond bleu de fleurs de lis d'or, et encadré par des statues de droit et de justice du sculpteur Germain Pilon. Le décor a été vandalisé à la Révolution, et la grosse cloche de la lanterne, qui sonnait pour célébrer les grands événements, a été démontée et fondue. La tour avait été restaurée à plusieurs reprises, la dernière en 2012.
Les façades actuelles ont été construites plus tard que les tours. La façade nord entre les tours a été construite au XIXe siècle dans le style néogothique. La partie est, autour de l'entrée, a été construite sous la Restauration des Bourbons au début du XIXe siècle, tandis que la partie ouest a été construite par Joseph-Louis Duc et Étienne Théodore Dommey dans la seconde moitié du XIXe siècle, sous l'empereur Louis Napoléon. Ils sont presque achevés en 1871, lorsque la Commune de Paris prend en charge la ville. La Commune a mis le feu au bâtiment dans les derniers jours de la Commune, endommageant gravement les intérieurs, mais il a été reconstruit à la fin du XIXe siècle.

### La Salle des Gens d'Armes
La Salle des Gens d'Armes (Salle des Hommes d'Armes) a été construite au début du XIVe siècle par Philippe IV au rez-de-chaussée. Sa grande taille, à l'origine 68 mètres (233 pieds) de long, maintenant 61,2 mètres (200 pieds), 28 mètres (92 pieds) de large et 8,7 mètres (29 pieds) de haut jusqu'à la voûte, en fait la plus grande salle gothique non religieuse en Europe. Il servait de salle à manger et de lieu de rassemblement pour les gardes armés et les serviteurs attachés au palais, qui comptaient entre mille et deux mille personnes. Sous le règne de Philippe IV, certaines parties de la salle étaient parfois utilisées pour les réunions de commissions spéciales nommées par le roi pour enquêter sur les problèmes des institutions royales des provinces françaises. Ces pièces seraient séparées du reste de la salle par des cloisons ou des tapisseries lors des réunions.
La salle a notamment fourni du personnel et des services pour la Grande Salle, située juste au-dessus au premier étage. La salle inférieure était reliée à la salle supérieure par des escaliers en colimaçon ; une partie d'un escalier est toujours en place. La salle était divisée en quatre nefs par une rangée de piliers massifs au centre, flanquée de deux rangées de colonnes cylindriques. La chaleur était fournie par quatre grandes cheminées autour de la salle. Grâce à l'appui des colonnes et des piliers, la salle possédait à l'origine de grandes fenêtres, qui furent pour la plupart obturées au XVIIe siècle lors de la construction de la galerie Dauphine, mais dont des traces sont encore visibles sur le mur sud.
En 1364, lorsque Charles V quitte le palais, la salle est modifiée pour ses nouvelles fonctions carcérales. la dernière travée à l'ouest était surélevée et séparée par des barreaux du reste de la salle. C'est devenu la « rue de Paris », la voie sécurisée vers les cellules de la prison, du nom de « Monsieur de Paris », le surnom du bourreau de la ville.

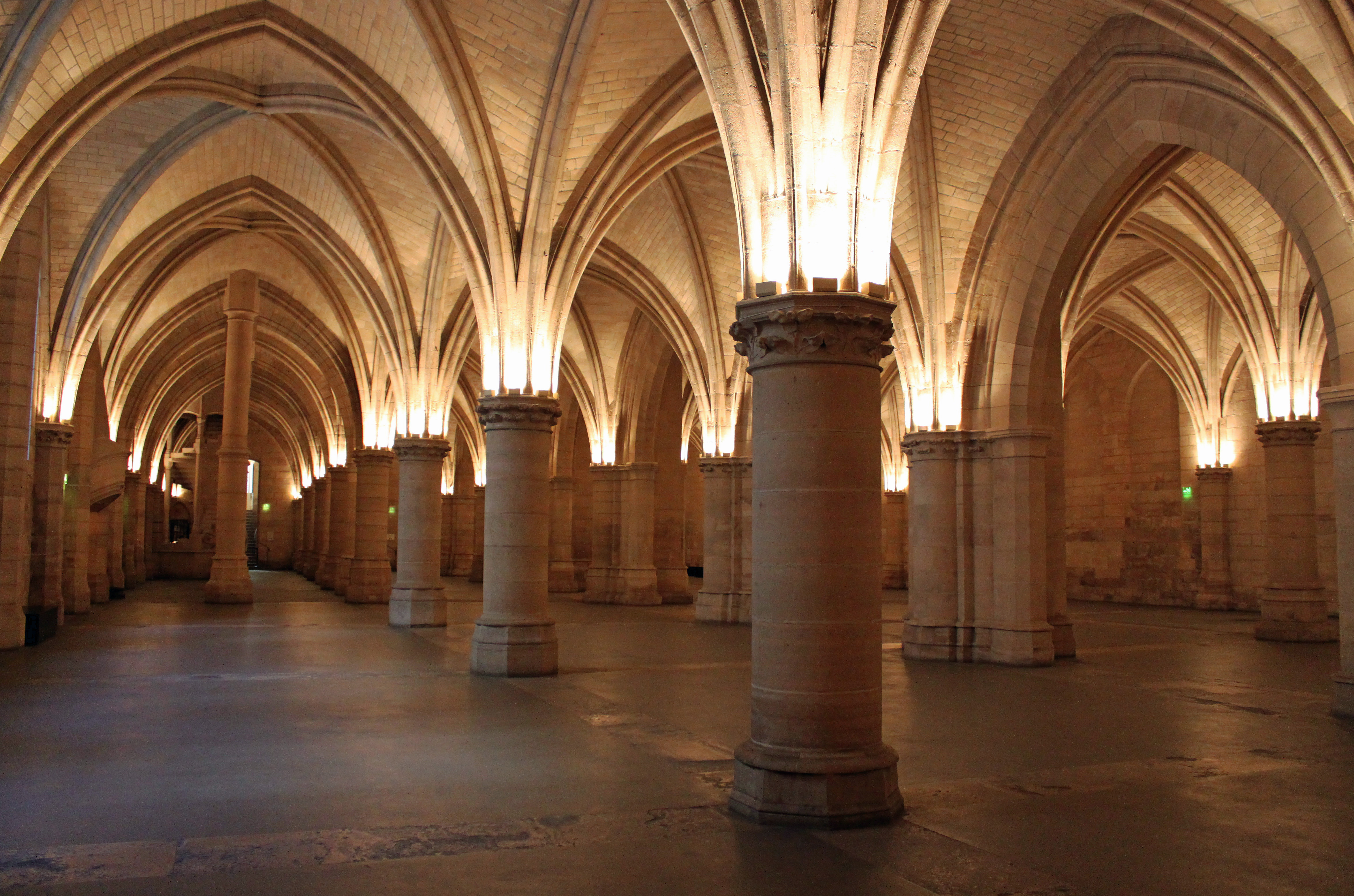
Salle des gens d'armes.
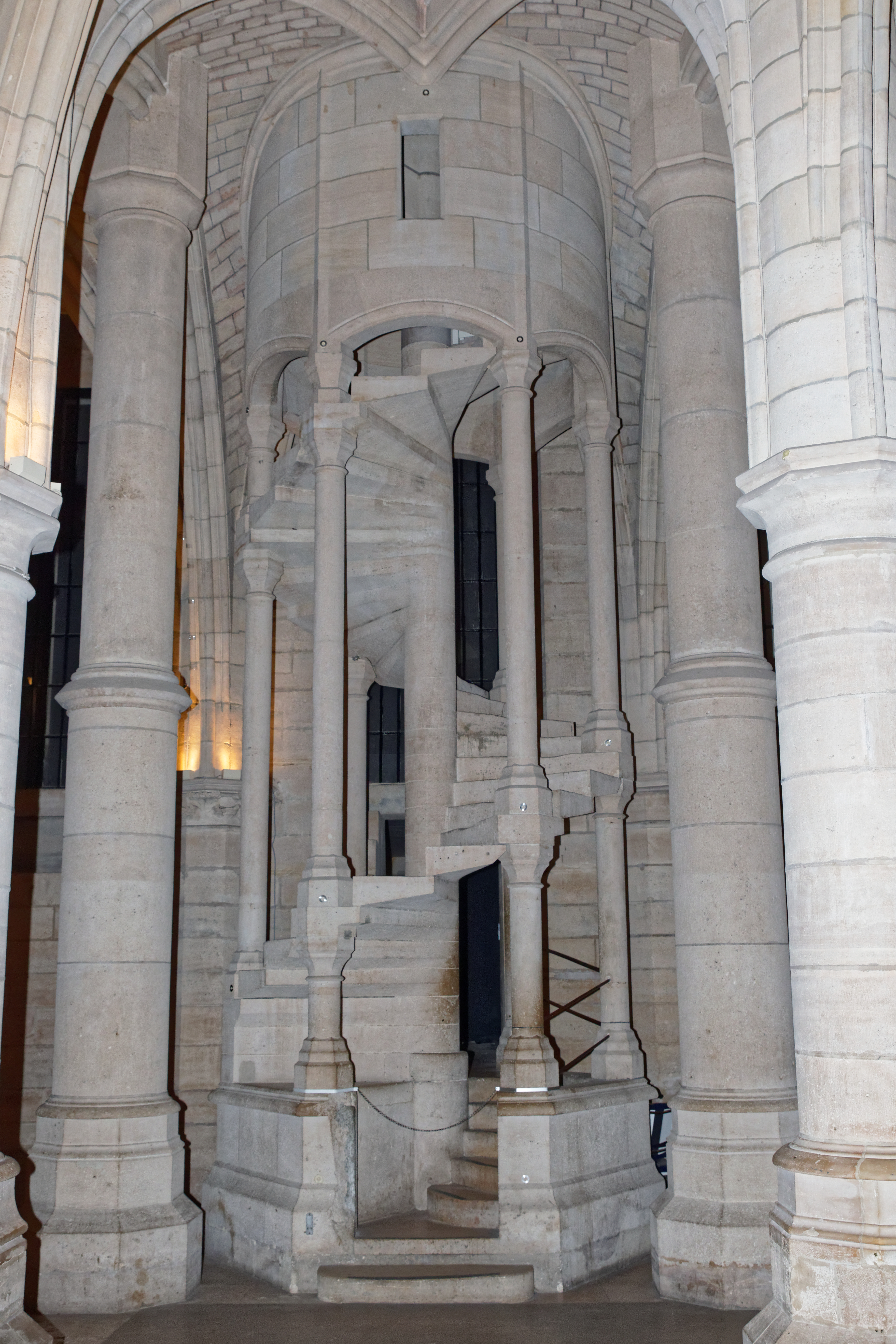
Escalier en colimaçon vers la Grande Salle.
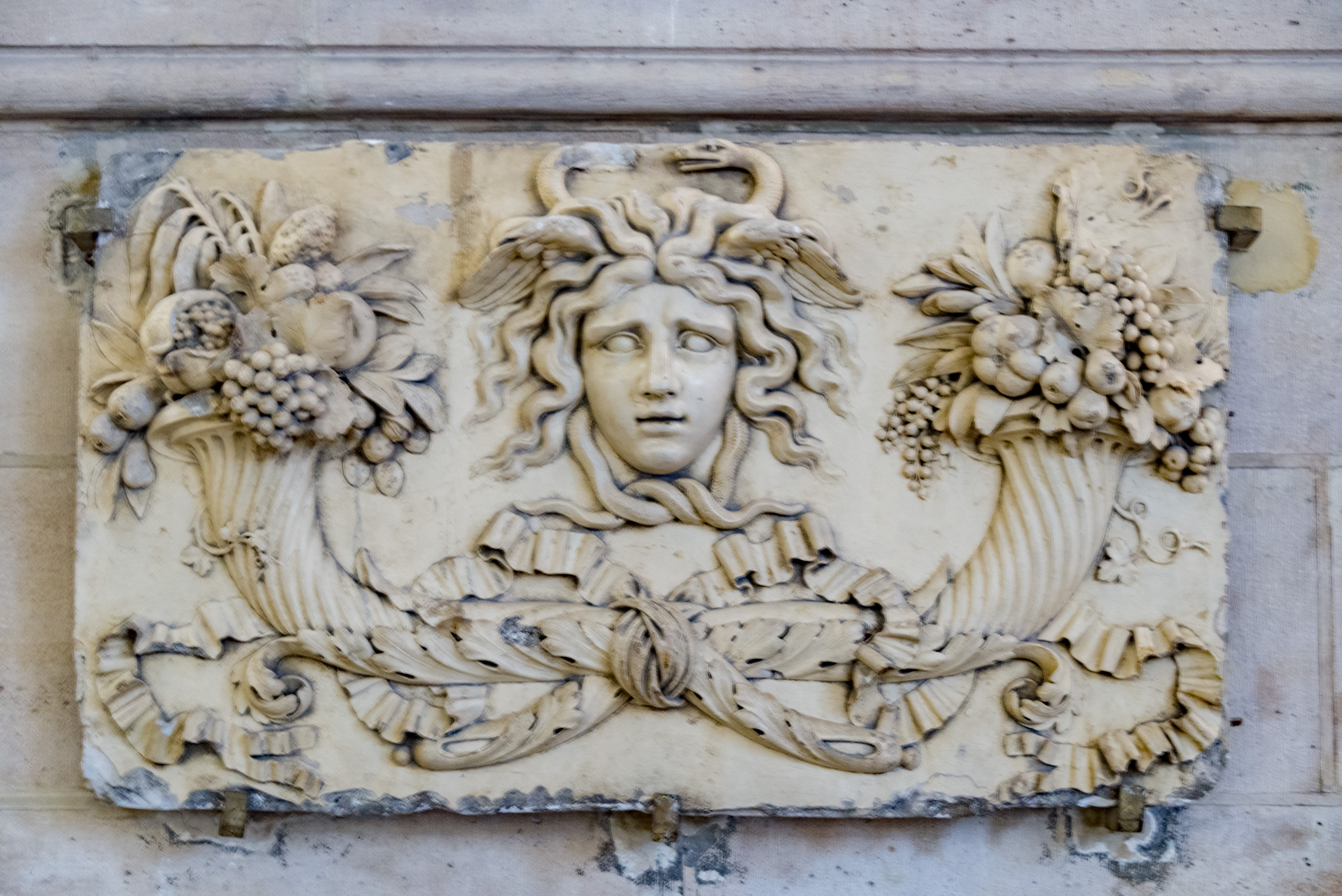
Fragment du décor ancien.
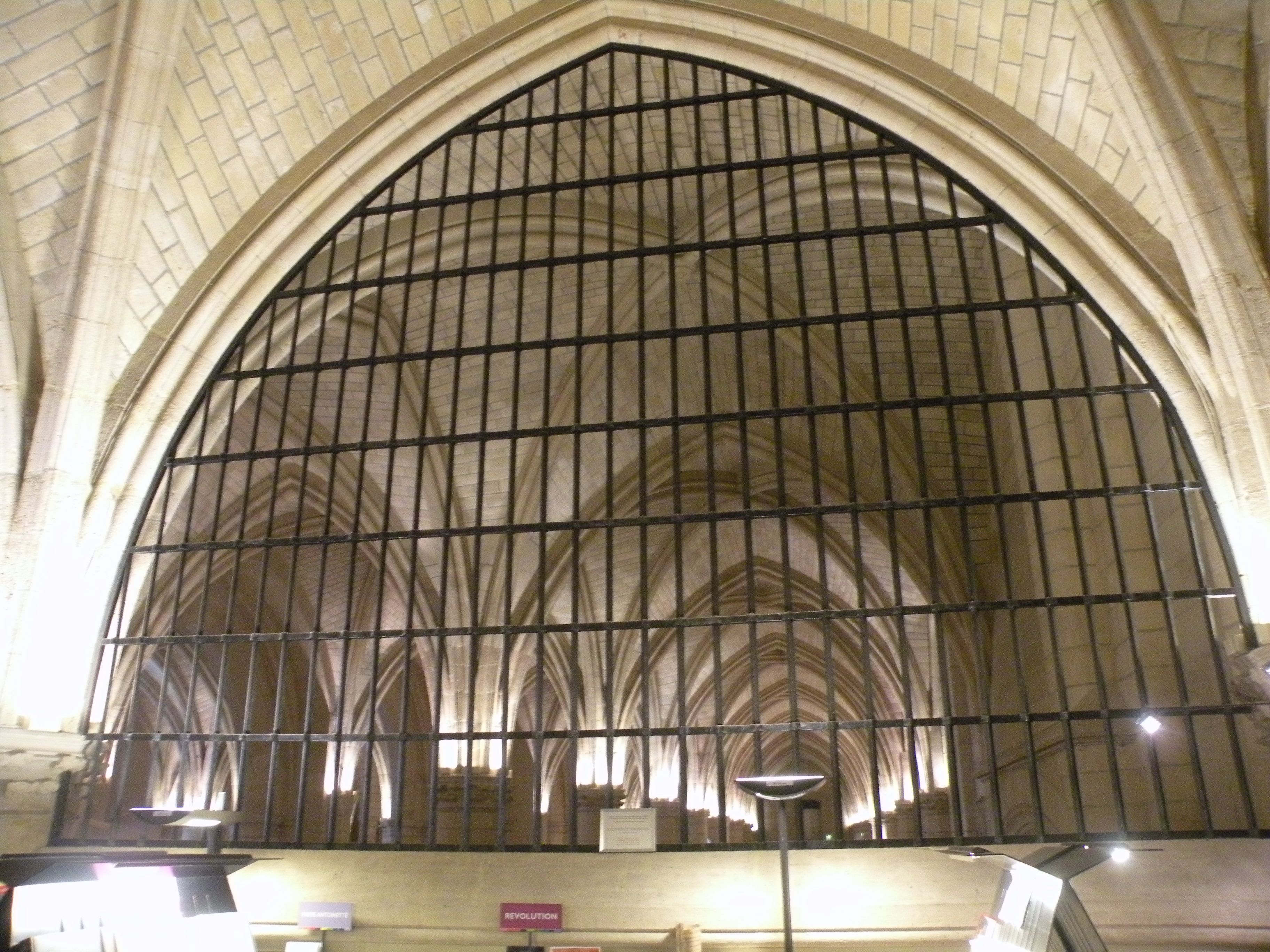
Le passage dit « Rue de Paris », à travers la prison révolutionnaire.

### La Salle des Gardes
La Salle des Gardes a été construite par Philippe IV en même temps que la Salle des Gens d'Armes, au début du XIVe siècle. C'est au nord ou l'ancien palais, entre la tour de César et la tour d'Argent et la Seine, et le jardin privé du Roi à l'ouest. Il a d'abord été occupé par la Garde Royale, puis a été utilisé comme antichambre du Parlement, qui était situé juste au-dessus. Elle est plus petite que la Salle des Hommes-art-Armes, 21,8 mètres de long, 11,7 mètres de large et 8,3 mètres de haut. La voûte en croisée d'ogives, soutenue par trois piliers massifs, la divise en deux nefs. Comme la salle des gens d'armes, elle était reliée à la salle du dessus par un escalier à vis,.
Lorsque le roi Charles V le Sage transféra la résidence royale du palais de la Cité vers le Louvre, la salle des gardes fut transformée en prison. Il était divisé en cachots pour les prisonniers indigents. appelés pailleux ou dormeurs de paille, qui n'étaient nourris qu'avec du pain et de l'eau, et dormaient à même le sol. Il était généralement surpeuplé, les prisonniers étant parfois obligés de dormir par roulement. À partir de 1780, les prisonniers de sexe masculin peuvent faire de l'exercice dans la cour voisine. Pendant le règne de la Terreur, la salle servait à confiner les prisonniers avant leur procès dans la salle d'audience du tribunal révolutionnaire, dans la salle au-dessus. Les cellules devinrent tellement encombrées qu'un deuxième niveau, construit en bois et accessible par des échelles, fut mis en place. La Halle a été restaurée au XIXe siècle par l'architecte Antoine Marie Peyrle, qui a ajouté quelques détails décoratifs, notamment des sculptures sur les chapiteaux des colonnes,.

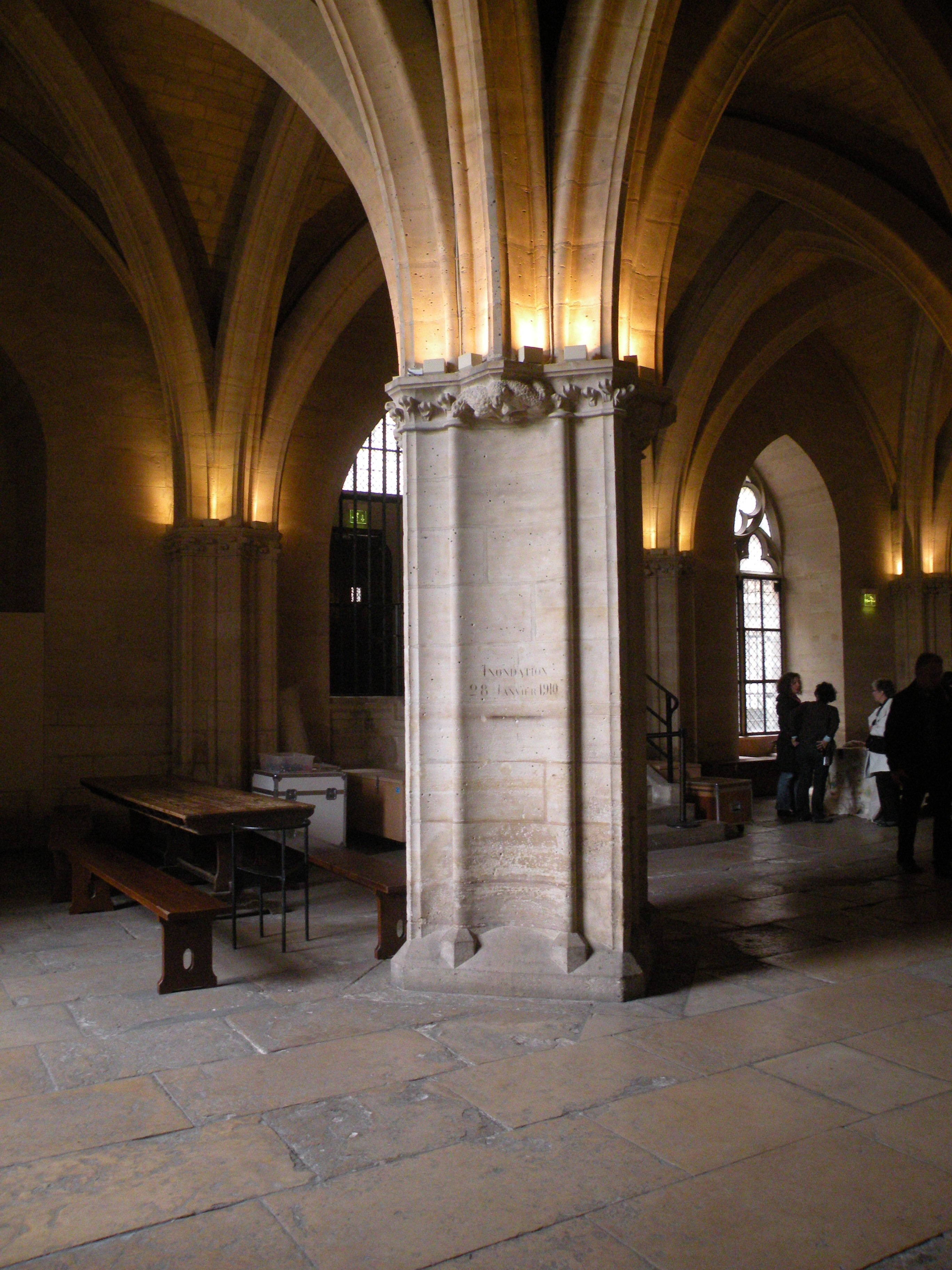
Salle des Gardes.
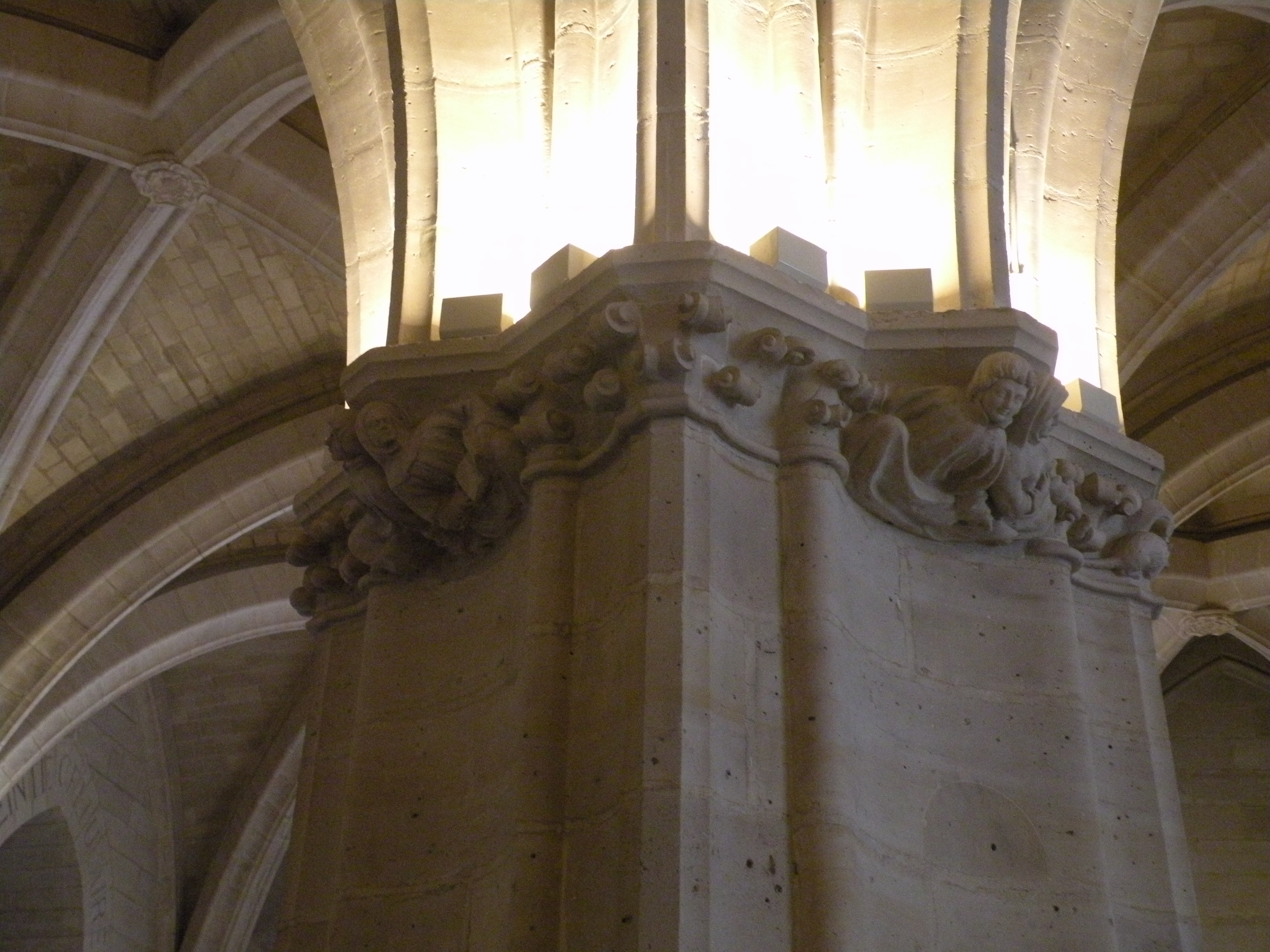
Décoration sculpturale de la Salle des Gardes (XIXe siècle).
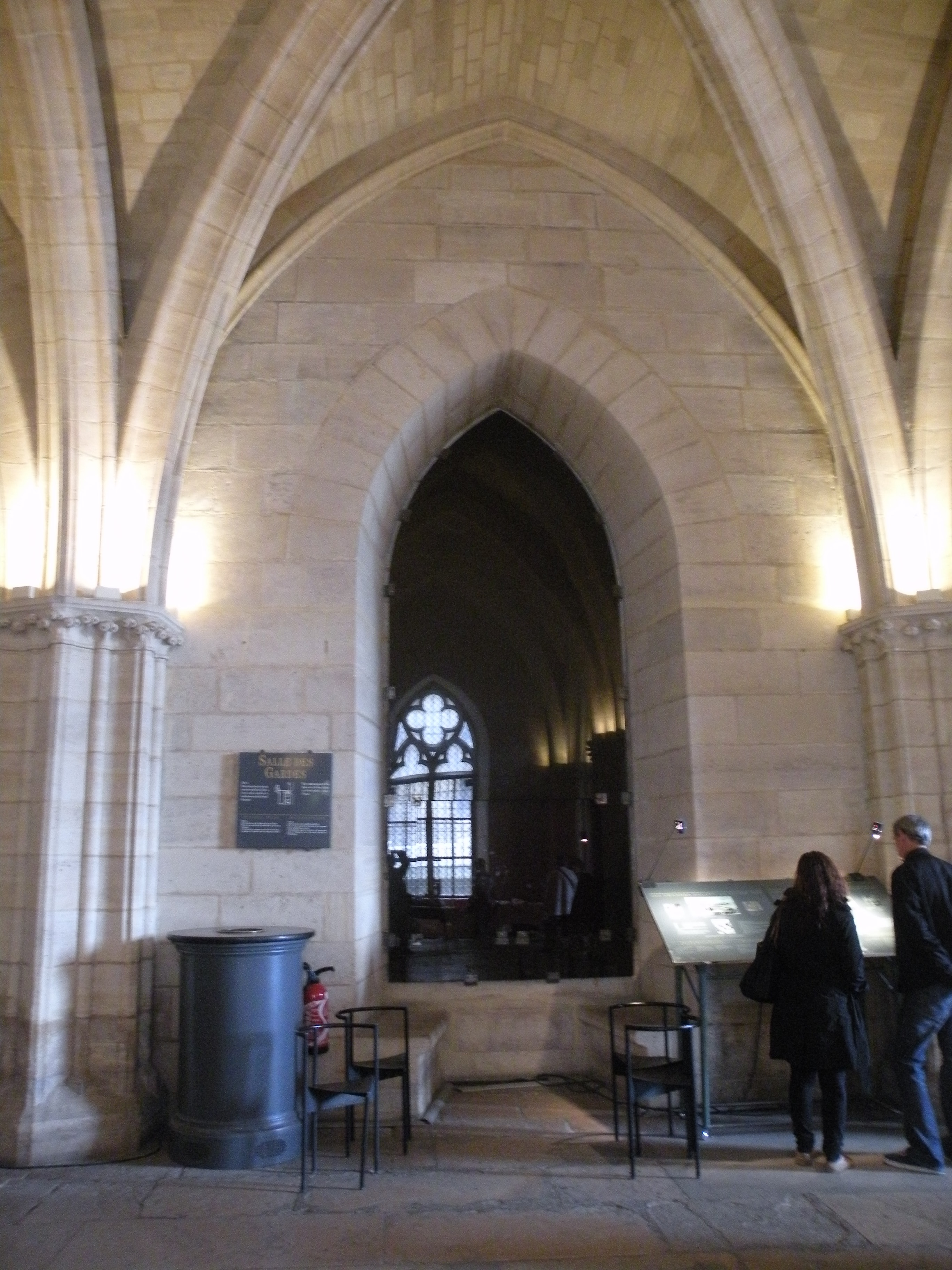
Salle des Gardes.

### Le pavillon des cuisines
Le pavillon des cuisines a été ajouté vers 1353, peu après les autres grandes salles. Placé dans l'angle nord-ouest, il a été placé légèrement à l'écart du reste du bâtiment, pour réduire les risques d'incendie. Il était à l'origine installé sur deux niveaux, avec la nourriture de la famille royale et des invités préparée au niveau supérieur, et pour le personnel au niveau inférieur. Lorsque le roi était en résidence, les repas étaient préparés dans un grand foyer à l'étage supérieur, ou préparés dans la cuisine inférieure et montés à l'étage sur une rampe extérieure, aujourd'hui disparue. La cuisine avait à l'origine huit grandes fenêtres, mais toutes sauf deux ont été murées après qu'elle soit devenue une prison. Parfois, les cuisines supérieure et inférieure étaient utilisées pour un événement, comme le banquet des Trois Rois le 6 janvier 1378, organisé par Charles V pour accueillir son oncle, l'empereur romain germanique Charles IV, et son cousin Wenceslas, roi des Romains. Les cuisines du haut et du bas ont travaillé ensemble pour préparer un banquet de trois plats avec dix plats dans chaque plat, servi dans la Grande Salle aux invités royaux et à huit cents chevaliers allemands et français.

### La prison révolutionnaire
Le niveau supérieur de la Conciergerie a été considérablement remanié aux XIXe et XXe siècles. Presque toutes les cellules d'origine, dont celle de Marie-Antoinette, ont été démolies et remplacées par de nouvelles chambres. Après la fermeture de la prison et sa transformation en musée, certaines des nouvelles salles ont été transformées en galeries. En 1989, trois salles ont été recréées pour représenter la fonction administrative de la prison.
Le premier est le bureau en forme de cellule du greffier qui recevait les prisonniers entrants, inscrivait leurs noms dans un grand livre et prenait leurs affaires.
Les prisonniers étaient ensuite emmenés dans leurs cellules le long du couloir des prisonniers, qui s'étendait sur toute la longueur du bâtiment.
La troisième pièce recréée est la salle de toilettage, où les prisonniers étaient emmenés le jour de leur exécution. Ils se sont déshabillés et ont mis une tunique spéciale sans col, et leurs cheveux ont été coupés pour faciliter le passage de la lame de la guillotine dans leur cou.

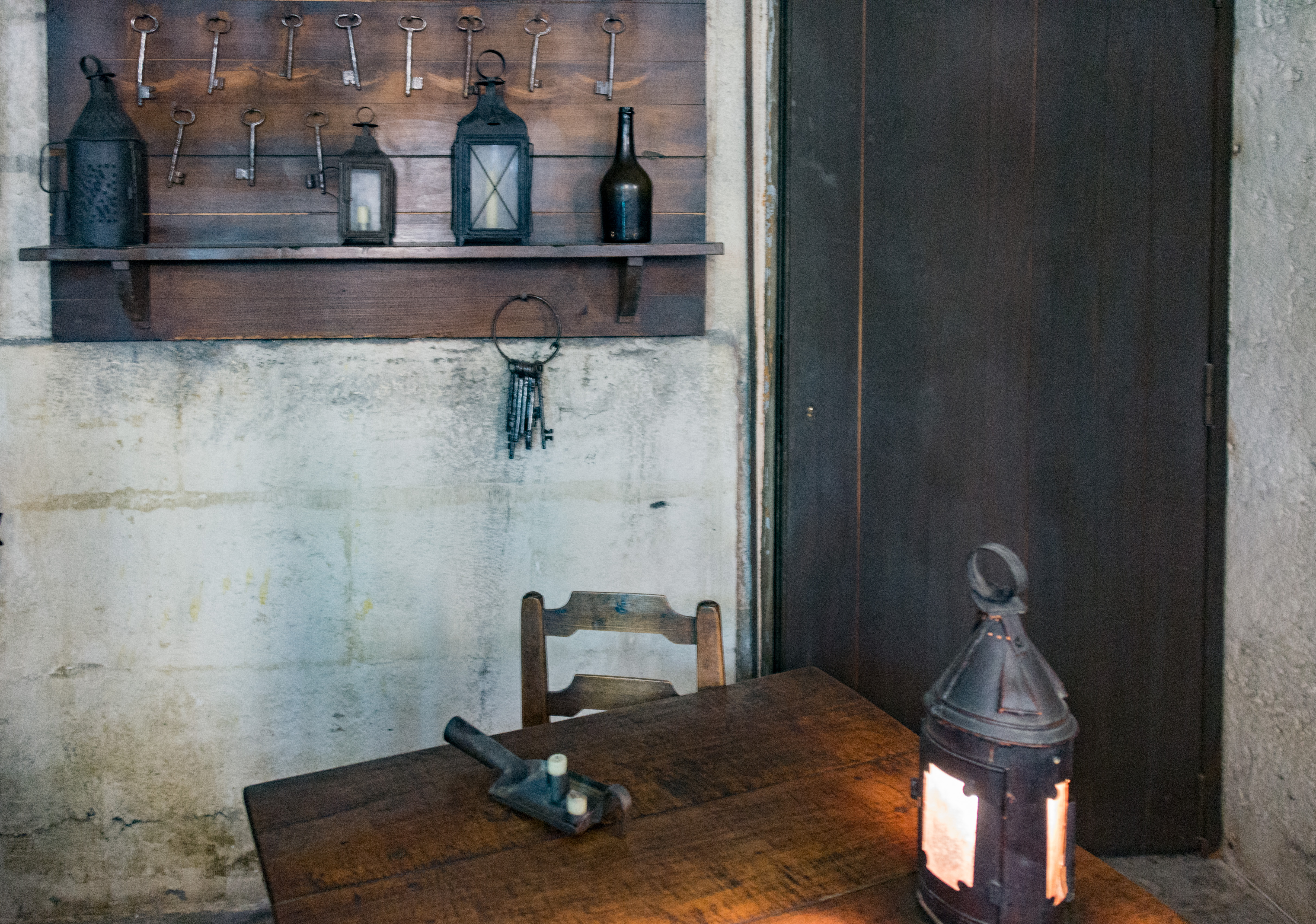
Bureau du concierge ou gardien.
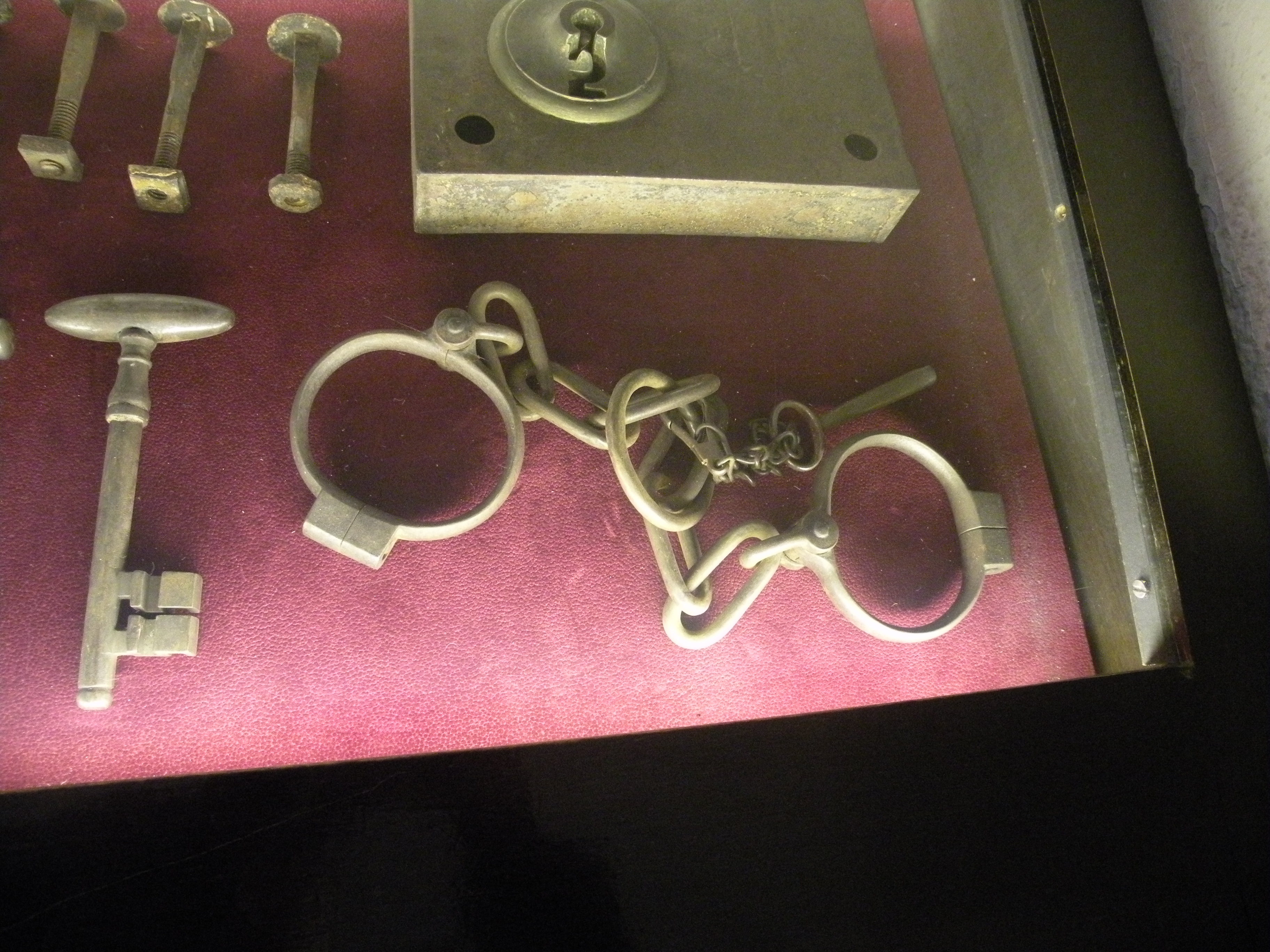
Affichage des serrures, des clés et des menottes.
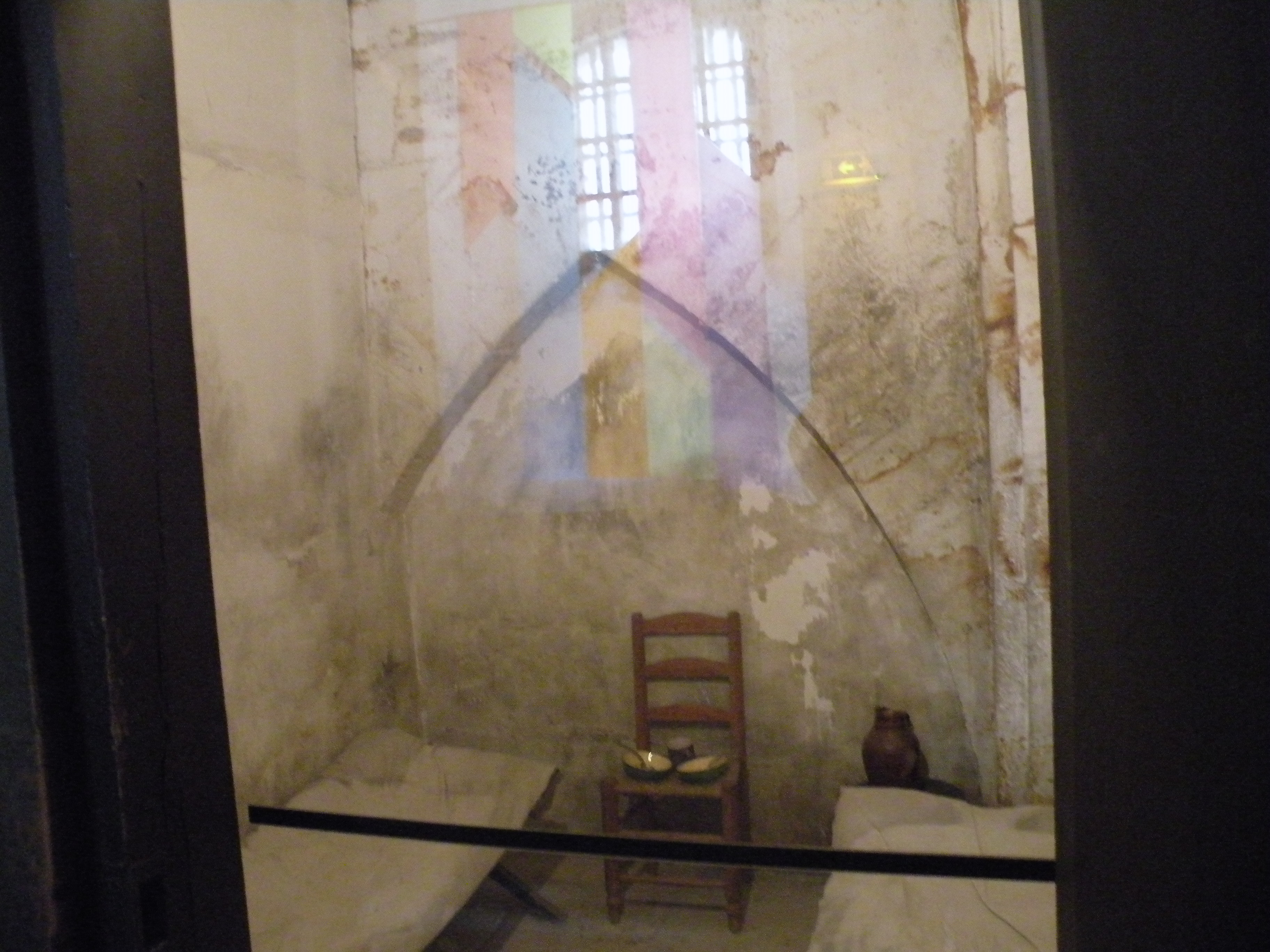
Une cellule pour les détenus qui pouvaient payer leur lit et leur pension.

La salle des noms a des murs couverts des noms de plus de quatre mille personnes qui ont été jugées et condamnées à mort par le Tribunal révolutionnaire. La plupart des prisonniers venaient de la classe moyenne ou inférieure, bien que vingt pour cent appartenaient à l'ancienne noblesse et au clergé. Entre le printemps 1793 et 1794, près de la moitié des prisonniers jugés par le Tribunal sortent vivants de prison, mais ce nombre chute à seulement vingt pour cent entre le printemps 1793 et 1794, période de la Terreur. Les visiteurs peuvent consulter sur un écran tactile les biographies d'une cinquantaine de prisonniers célèbres exécutés pendant la Terreur.

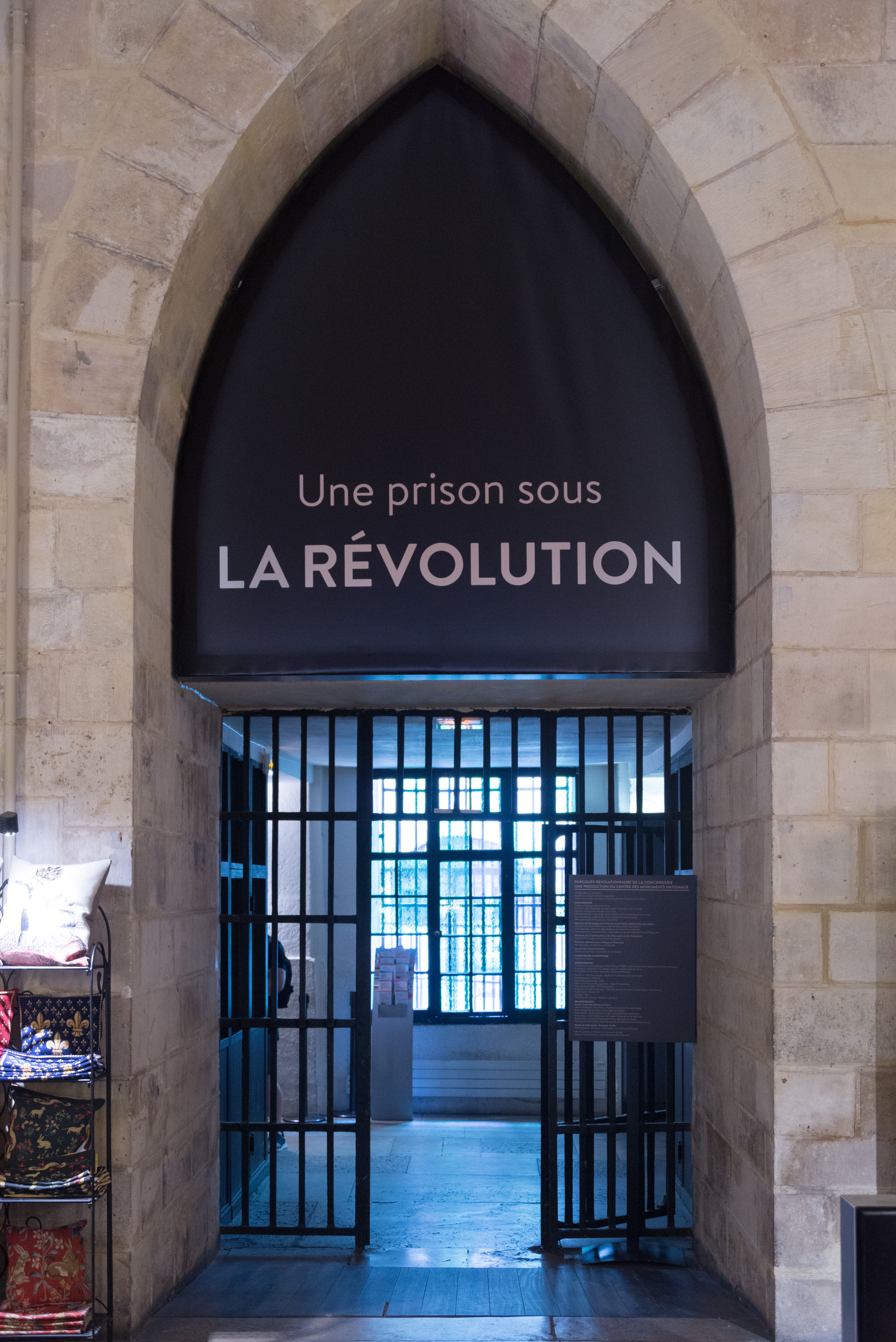
Une cellule recréée utilisée comme salle d'exposition.
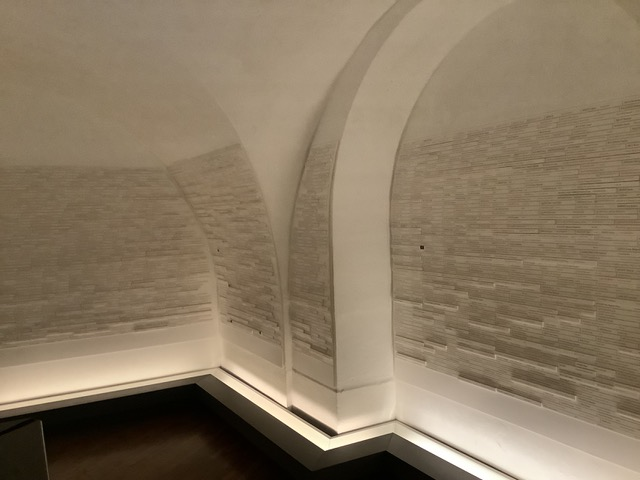
Salle des noms ; inscrits aux murs, les noms de plus de quatre mille personnes jugées par le Tribunal Révolutionnaire.
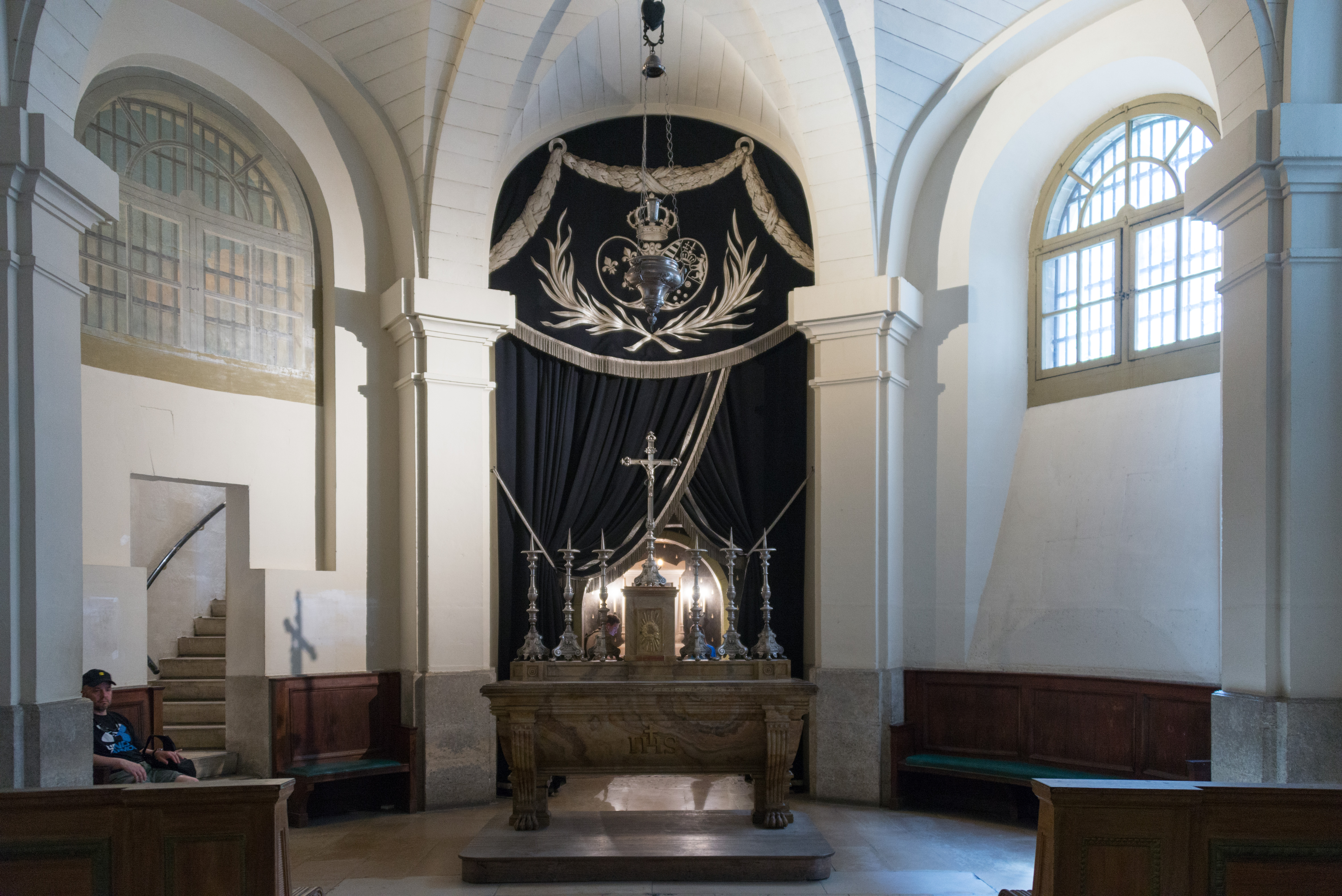
Autel de la chapelle des prisonniers de la Conciergerie. Derrière le rideau se trouve la chapelle du mémorial à Marie-Antoinette.
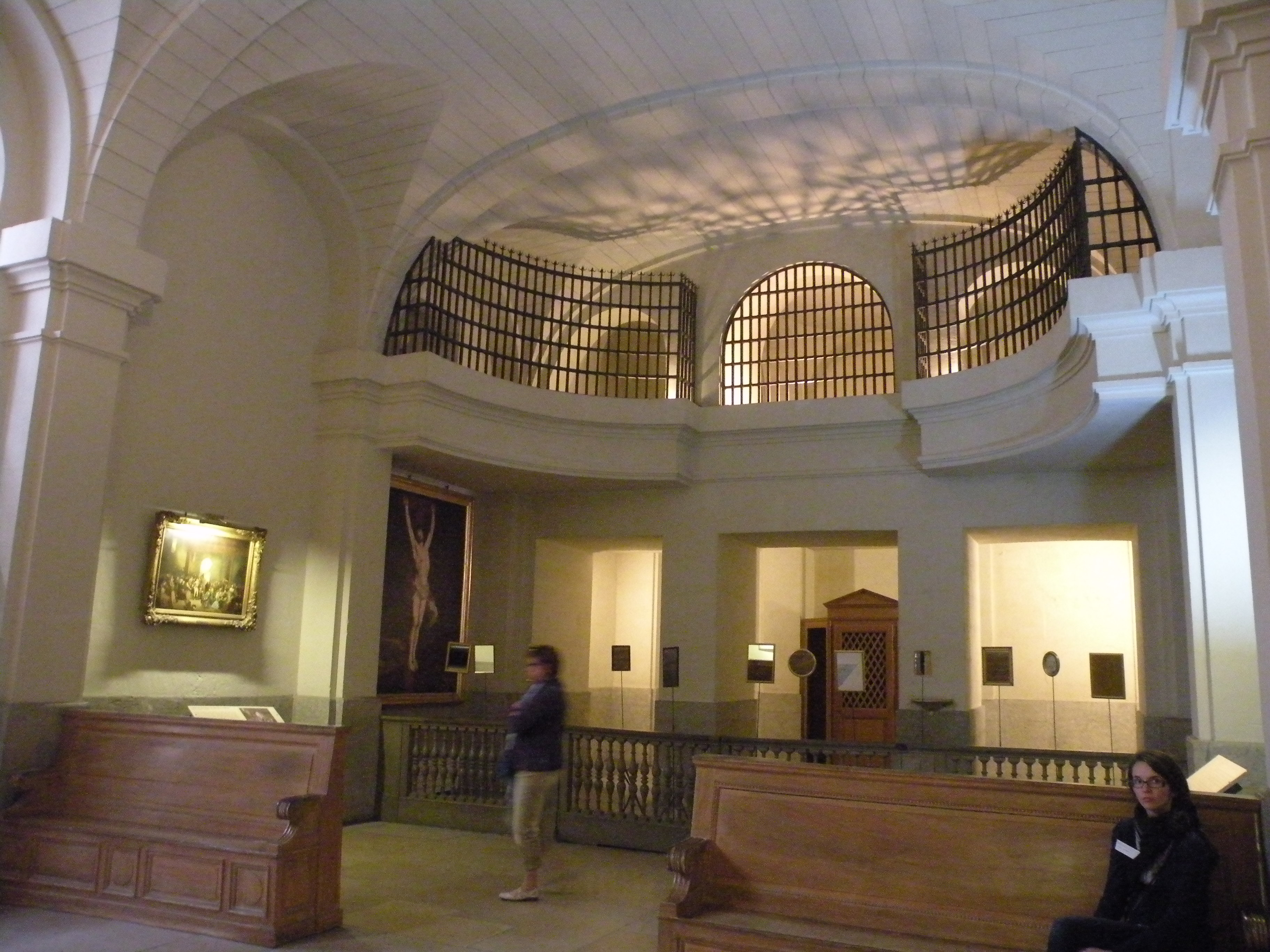
Galerie des femmes dans la chapelle de la Conciergerie.

La Chapelle du Prisonnier a été reconstruite en 1776, après un incendie qui a détruit l'ancien oratoire. Elle est peu modifiée depuis l'époque de la Révolution. L'autel, le confessionnal et le grand crucifix datent du XVIIIe siècle. Les femmes pouvaient assister aux services assis séparément au niveau supérieur, derrière les barreaux. Des rideaux noirs derrière l'autel couvrent l'entrée de la chapelle thermale commémorative dédiée à Marie-Antoinette.

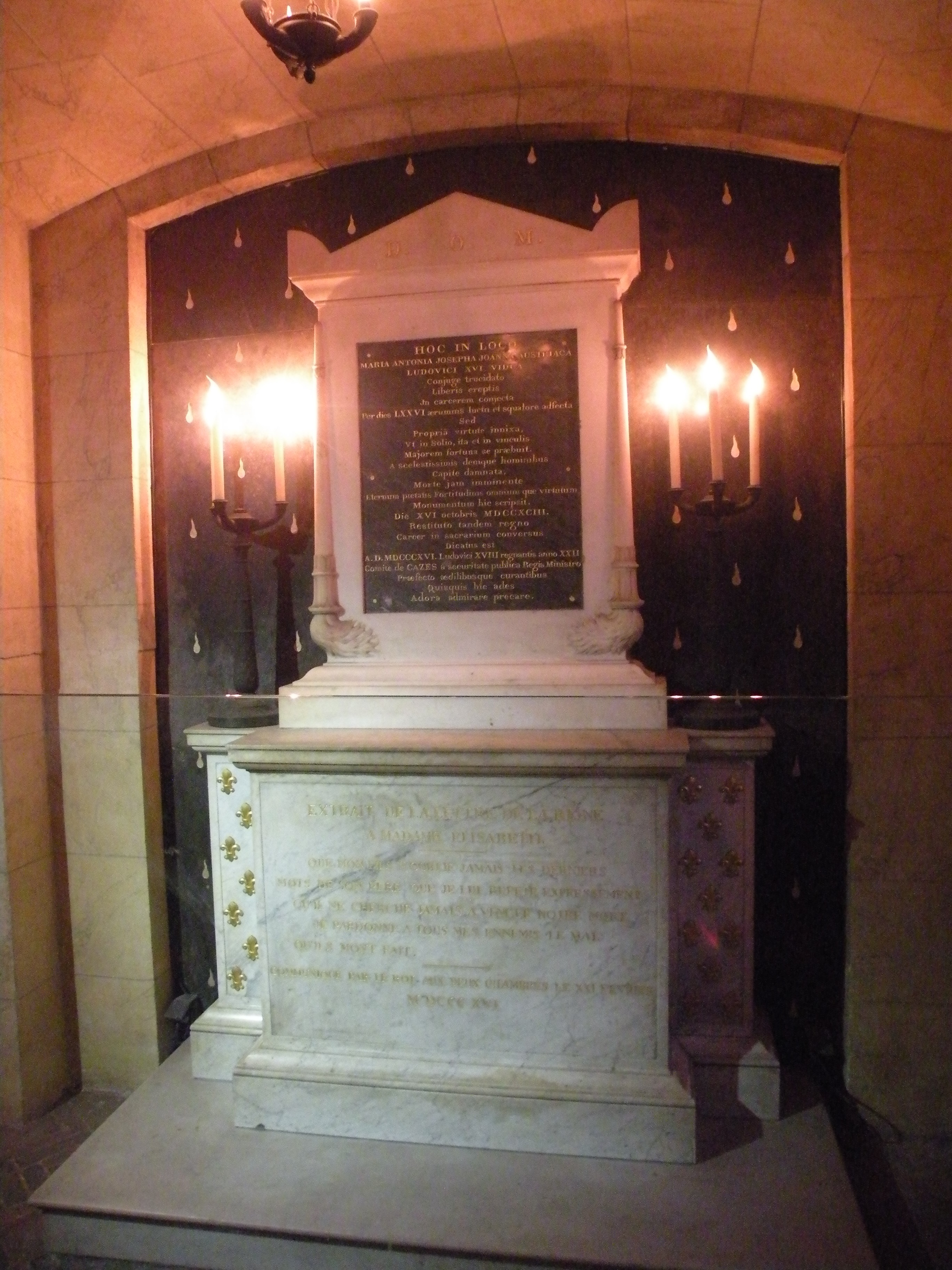
Chapelle Marie-Antoinette, à l'emplacement de sa cellule, avec motif de larme sur marbre noir.
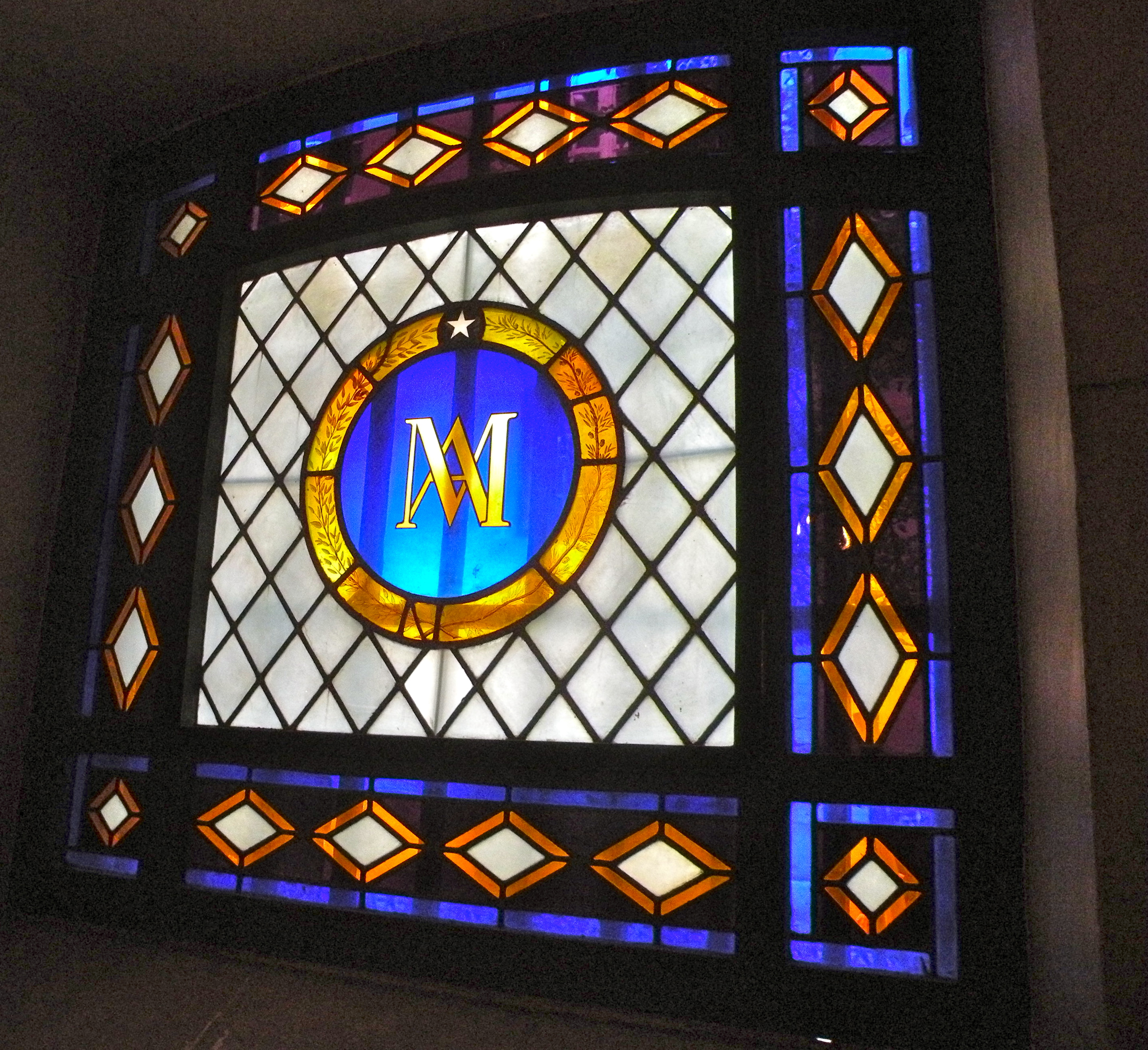
Le guichet unique de la chapelle du Souvenir, aux initiales de Marie-Antoinette.
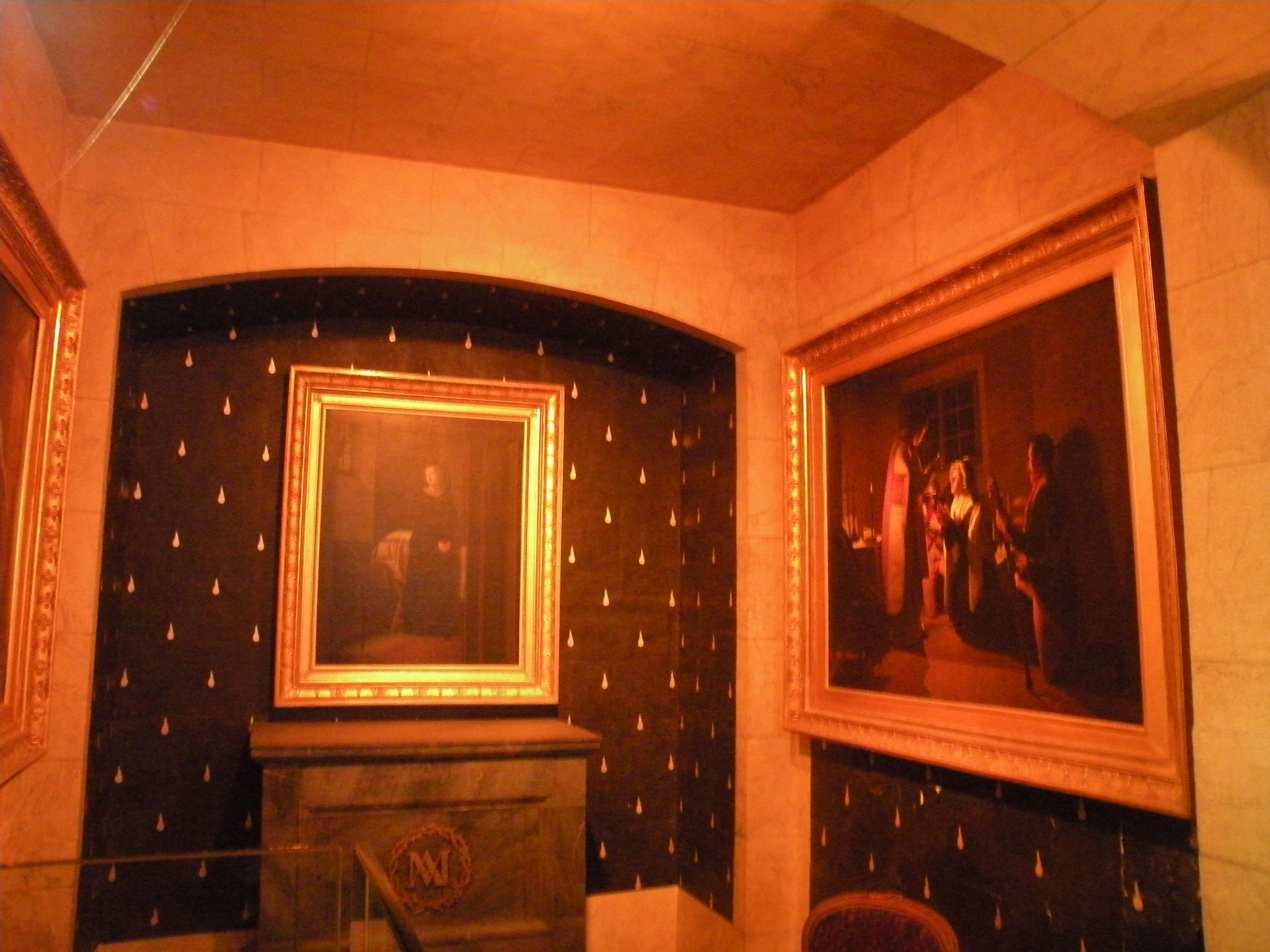
Peintures de Marie-Antoinette dans la chapelle du Souvenir.

La cellule originelle de Marie-Antoinette a été détruite après la restauration de la monarchie et a été remplacée en 1815 par la chapelle du Souvenir, qui lui est dédiée, à l'emplacement de sa cellule. Elle a été commandée par Louis XVIII, frère de Louis XVI exécuté. Elle contient un monument en marbre dédié à la Reine, avec "Le Testament de la Reine", et trois tableaux de la Reine représentant son emprisonnement.

#### Cour des femmes
La cour des femmes, où Marie-Antoinette et d'autres prisonnières étaient autorisées à faire de l'exercice, n'a guère changé depuis l'époque de la Révolution. Les arcades, le jardin, la table de pierre et la fontaine où les prisonniers pouvaient laver leurs vêtements datent de cette époque. Au fond du jardin, dans l'angle nord-est, se trouve un petit espace triangulaire séparé de la cour des femmes par un portail, la cour des douze.
Cette zone appartenait à la prison des hommes, et était probablement utilisée pour le transfert sécurisé des prisonniers.

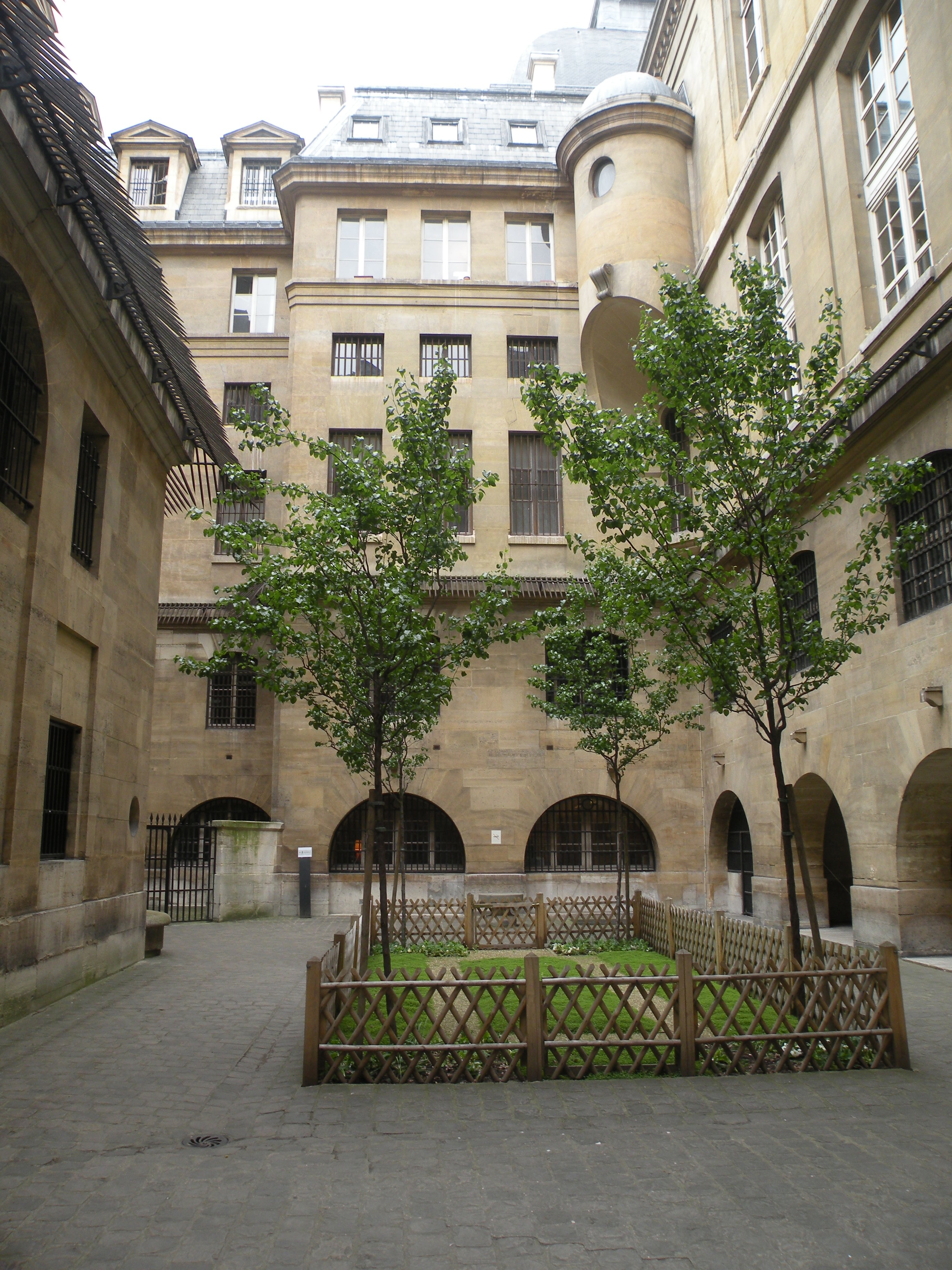
Cour des femmes prisonnières, peu modifiée depuis le XVIIIe siècle.
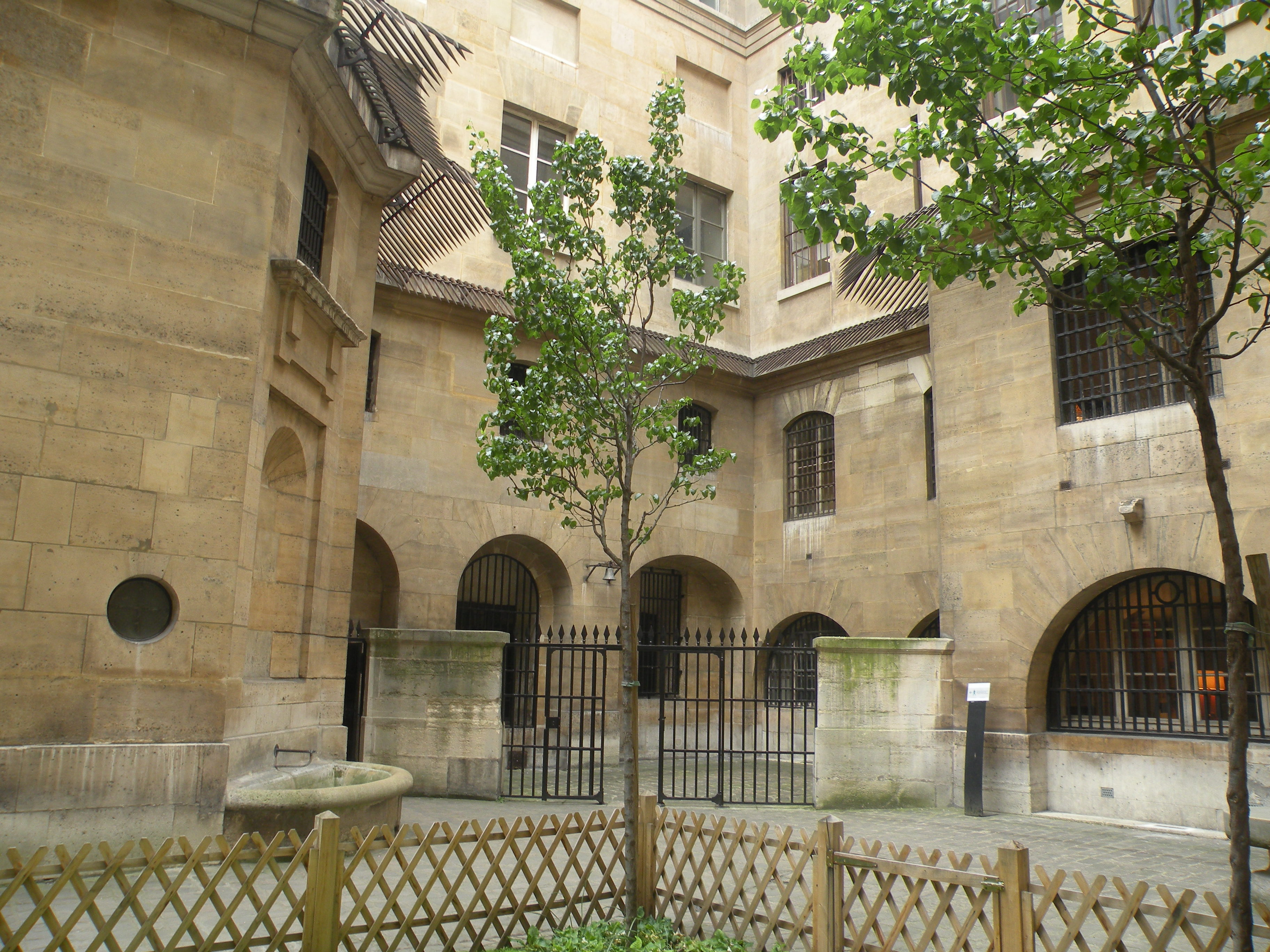
Cour des femmes, avec fontaine.